# Missouri nella guerra di secessione americana

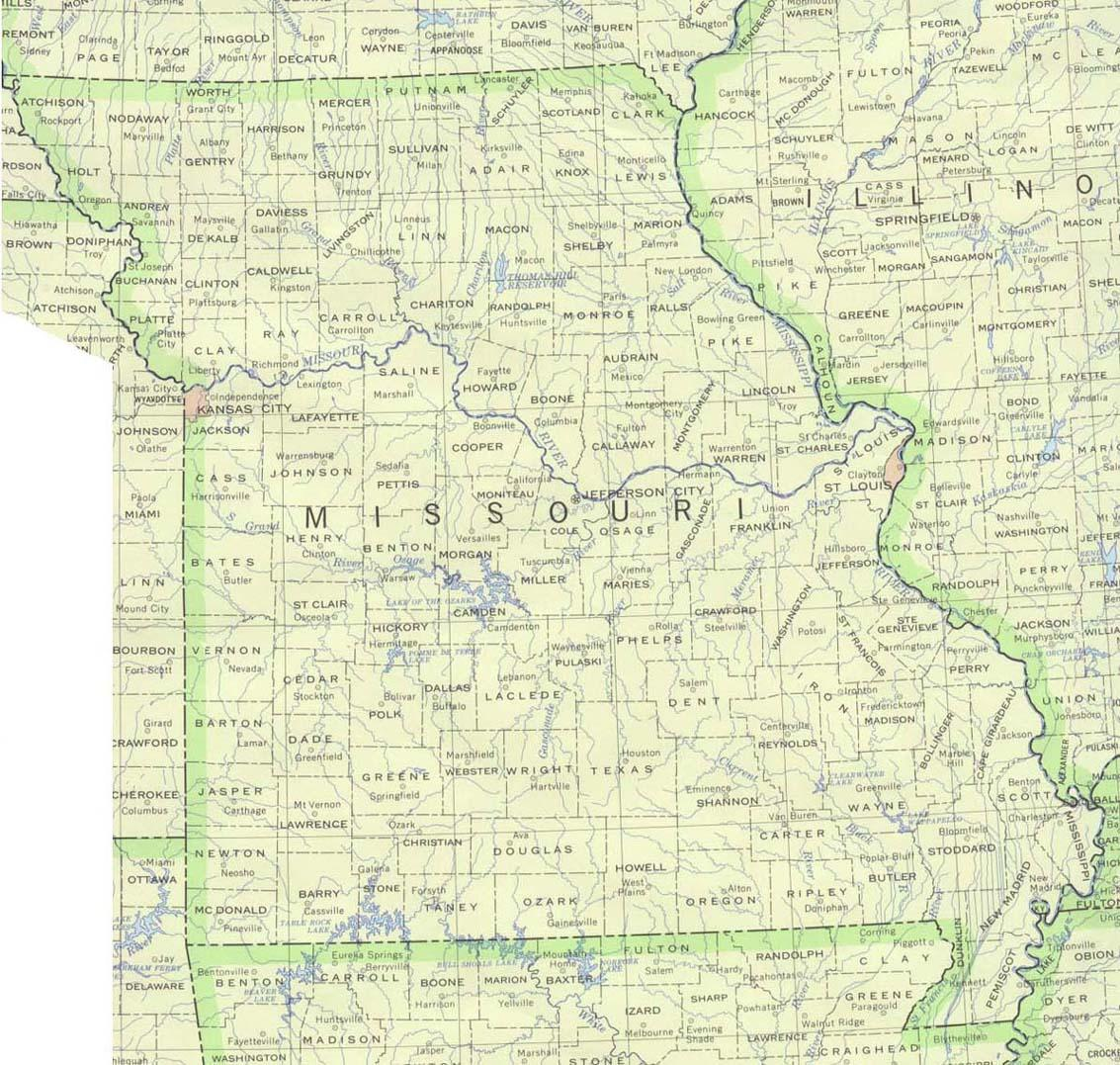
Mappa odierna del Missouri

Il Missouri nella guerra di secessione americana fu uno degli Stati cuscinetto posti tra l'Unione e gli Stati Confederati d'America; fu lo Stato federato maggiormente conteso dalle due opposte fazioni, popolato da simpatizzanti di entrambe le parti in lotta.
Venne rappresentato con una stella sia nella bandiera degli Stati Uniti sia nella bandiera degli Stati Confederati d'America; mantenne per gran parte del conflitto in corso due governi separati e dovette sopportare una sanguinosa guerra civile al proprio interno.
Stato schiavista fin dalla sua ammissione all'Unione, nel 1821, quando venne abolito il territorio del Missouri, la sua posizione geografica strategica al centro della Nazione e ai margini rurali della "frontiera americana" (il West) ne fece il campo di battaglia tra i fautori dell'ideologia del "lavoro e suolo libero" (Free Soil Party) nordista vicino alle posizioni dell'abolizionismo e quelli dello schiavismo sudista negli anni precedenti alla guerra civile.
Allo scoppio delle ostilità, nel 1861, divenne chiaro che il pieno controllo del fiume Mississippi e della fiorente economia di Saint Louis avrebbero reso il Missouri fondamentale nel quadro del Teatro Trans-Mississippi.

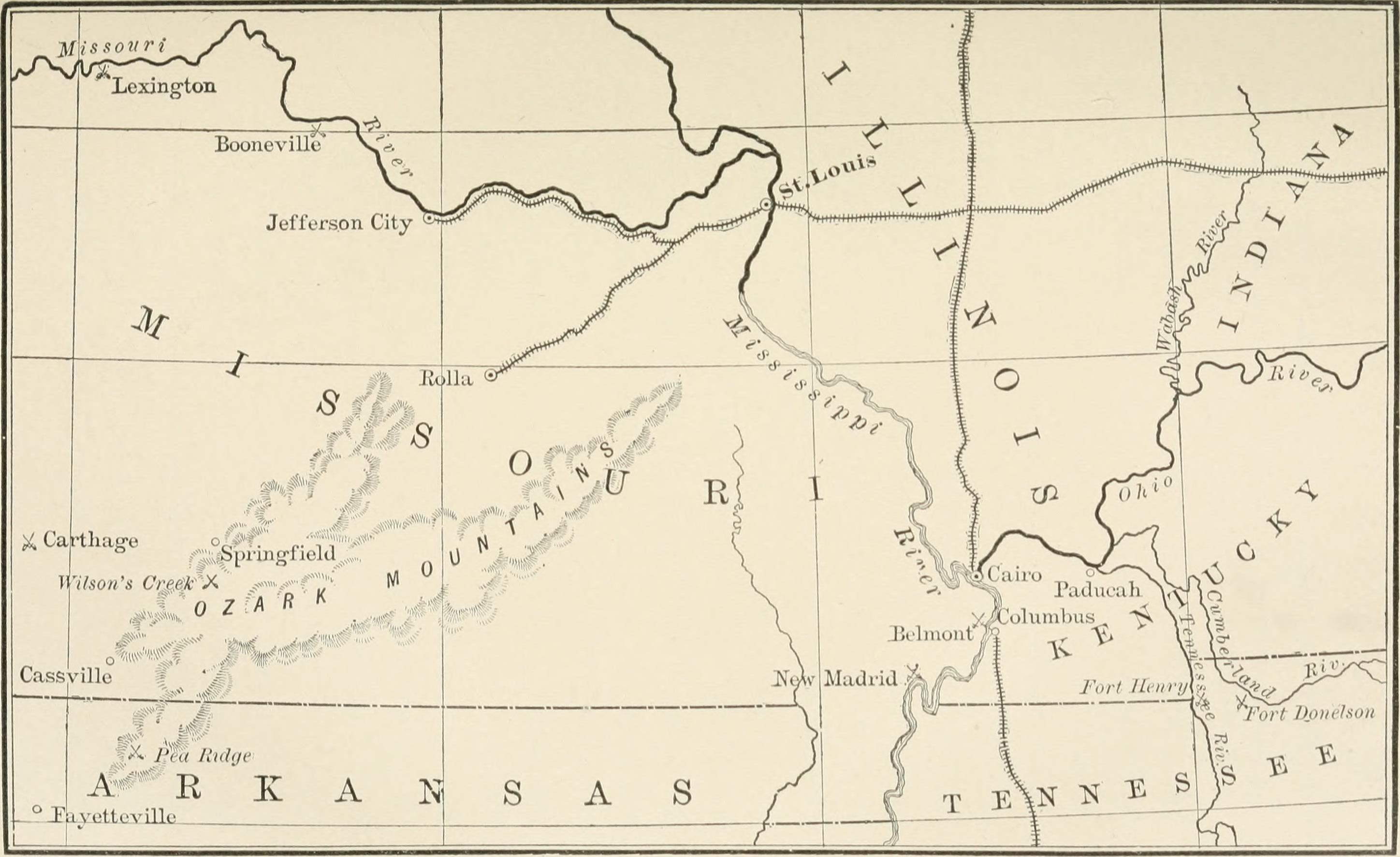
L'alta valle del fiume Mississippi durante la guerra di secessione

Al termine della guerra nel 1865 quasi 110.000 missouriani avevano prestato servizio tra le file dell'Esercito dell'Unione e almeno 40.000 in quello confederato; in molti combatterono anche nei gruppi di "partigiani sudisti" noti come bushwhackers: miliziani e bande armate che compirono raid e realizzarono azioni di sabotaggio e terrorismo.
La guerriglia continuò per quattro anni, con battaglie e schermaglie svoltesi su tutto il territorio dello Stato; dai confini dell'Iowa e dell'Illinois a Nordest, fino a quelli dell'Arkansas nel Sudest e nel Sudovest. Conteggiando le azioni minori e le isolate sparatorie con vittime, il Missouri vide oltre 1.200 distinti scontri militari al suo interno; solamente la Virginia e il Tennessee superarono questo totale. Le fazioni si scontrarono duramente giungendo a lacerare in profondità sia la geografia sia la stessa demografia statale.
La prima grande battaglia della guerra civile a occidente del Mississippi ebbe luogo il 10 agosto 1861: la battaglia di Wilson's Creek; mentre lo scontro più cruento fu la battaglia di Westport, avvenuta a Kansas City nel 1864.

## Origini
(Raimondo Luraghi,Storia della guerra civile americana, Vol. I, pp. 31-33.)

### Compromesso del Missouri
Il Missouri fu inizialmente colonizzato da abitanti del Sud che risalivano il corso dei fiumi Mississippi e Missouri; molti di loro portarono con sé i propri schiavi.

La "linea rossa" data dal 36° 30' parallelo di latitudine Nord la quale, secondo le intenzioni espresse nel Compromesso del Missouri avrebbe dovuto separare gli Stati liberi (blu) da quelli schiavisti (rosso)

Il nuovo Stato entrò a far parte dell'Unione nel 1821 in qualità di "zona schiavista" in seguito al combattuto compromesso del Missouri dell'anno precedente, secondo cui la schiavitù sarebbe stata illegale al di sopra del 36° 30' parallelo Nord, Missouri escluso. Il compromesso prevedeva che il Maine sarebbe stato ammesso nell'Unione in qualità di Stato "libero" (ossia che proibiva la schiavitù), per bilanciare il numero complessivo degli Stati federati tra liberi e schiavisti.

### Underground Railroad

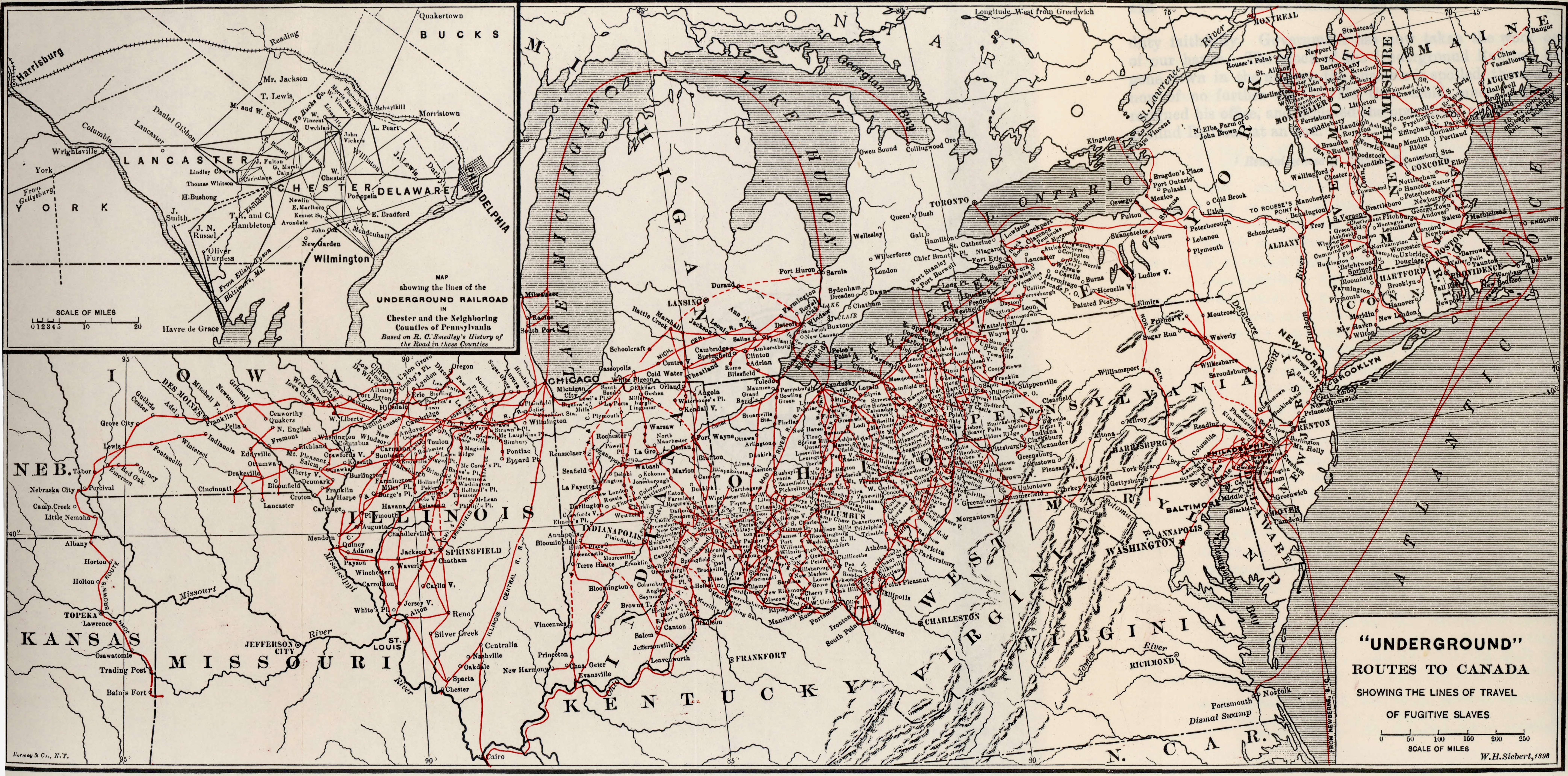
Mappa di alcune vie e direttrici della Underground Railroad, che giunsero a toccare in direzione Ovest anche il Missouri

Una delle maggiori preoccupazioni per i proprietari di schiavi del Missouri negli anni precedenti lo scoppio della guerra civile fu una legge federale che decretava che se uno schiavo fosse entrato in uno Stato libero, sarebbe divenuto automaticamente libero.
La "Ferrovia Sotterranea", una rete di soccorso sociale messa in atto dagli abolizionisti del Nord, permise di compattare il fronte ideologico in azione di militanza; fu istituita una serie di rifugi con cui si sarebbe permesso agli schiavi fuggiaschi di trovare protezione e aiuti materiali lungo il loro cammino in direzione del Nord.
Alcune di queste "case per rifugiati" - finanziate da benestanti dediti alla filantropia degli Stati Uniti d'America nord-orientali - vennero presto stabilite quali basi di soccorso anche in diversi centri del Missouri; i possessori di schiavi sudisti cominciarono a loro volta a preoccuparsi dell'eventualità che l'intero confine occidentale dello Stato potesse divenire un ampio canale di scorrimento per la "Via sotterranea", se anche i territori limitrofi fossero stati dichiarati liberi.

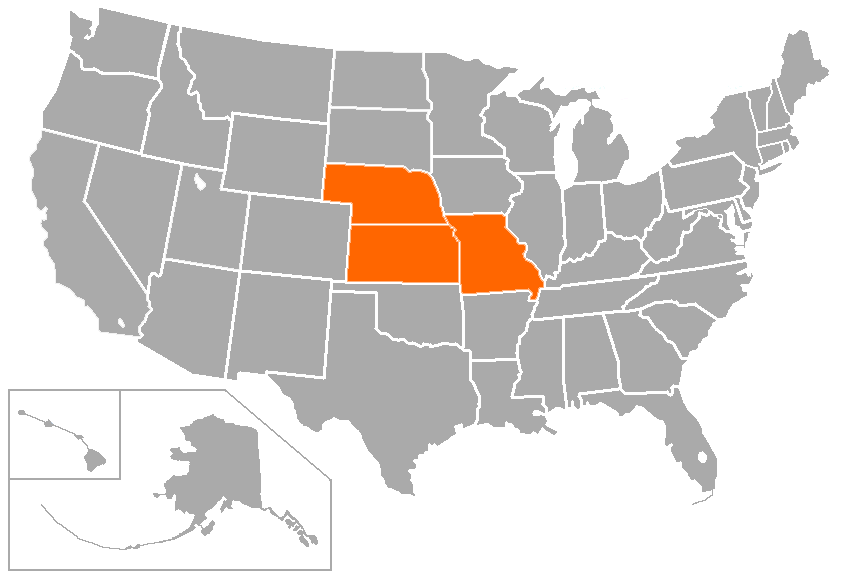
Localizzazione del Kansas (a sinistra), del Missouri (a destra) e del Nebraska (in alto), nella zona centrale degli Stati Uniti

### Bleeding Kansas
Nel 1854 la legge conosciuta come Kansas-Nebraska Act di fatto abolì il più che trentennale "compromesso del Missouri" del 1820, permettendo quindi al Territorio del Kansas e al Territorio del Nebraska di scegliere autonomamente (secondo una rivisitazione del principio di sovranità popolare per opera di Stephen A. Douglas) se essi avrebbero dovuto aderire all'Unione come Stati liberi oppure schiavisti: ai residenti, tramite referendum, sarebbe stata riservata la decisione, cancellando in tal modo la regola che proibiva il superamento del parallelo 36° 30'.
Il risultato pratico fu una situazione di guerriglia senza soluzione di continuità tra i residenti pro-schiavisti del Missouri - denominati con spregio "ruffiani di confine" - e gli affiliati al Free Soil Party (per lo più composti da artigiani e contadini emigrati dall'Est) anti-schiavisti del Kansas. Ognuna delle due parti in causa cercò d'influenzare con estrema decisione la modalità in cui il Kansas sarebbe dovuto entrare nell'Unione.
Se avessero vinto i primi non vi sarebbe stato più posto per il "lavoro libero", dall'altra parte, se l'avessero spuntata i secondi, l'espulsione di tutti i proprietari di schiavi già presenti avrebbe avuto molte più possibilità di realizzarsi e le loro future entrate impedite. Ciò provocò sempre più crescenti pressioni da parte dei piantatori proprietari di "negri" dal vicino Missouri; queste pressioni ben presto si trasformarono in una lotta sanguinosa che sfociò in una serie così numerosa di atti di violenza, che si arrivò a parlare di Bleeding Kansas (Kansas insanguinato).
(Raimondo Luraghi, Storia della guerra civile americana, Vol. I, pp. 112-116.)

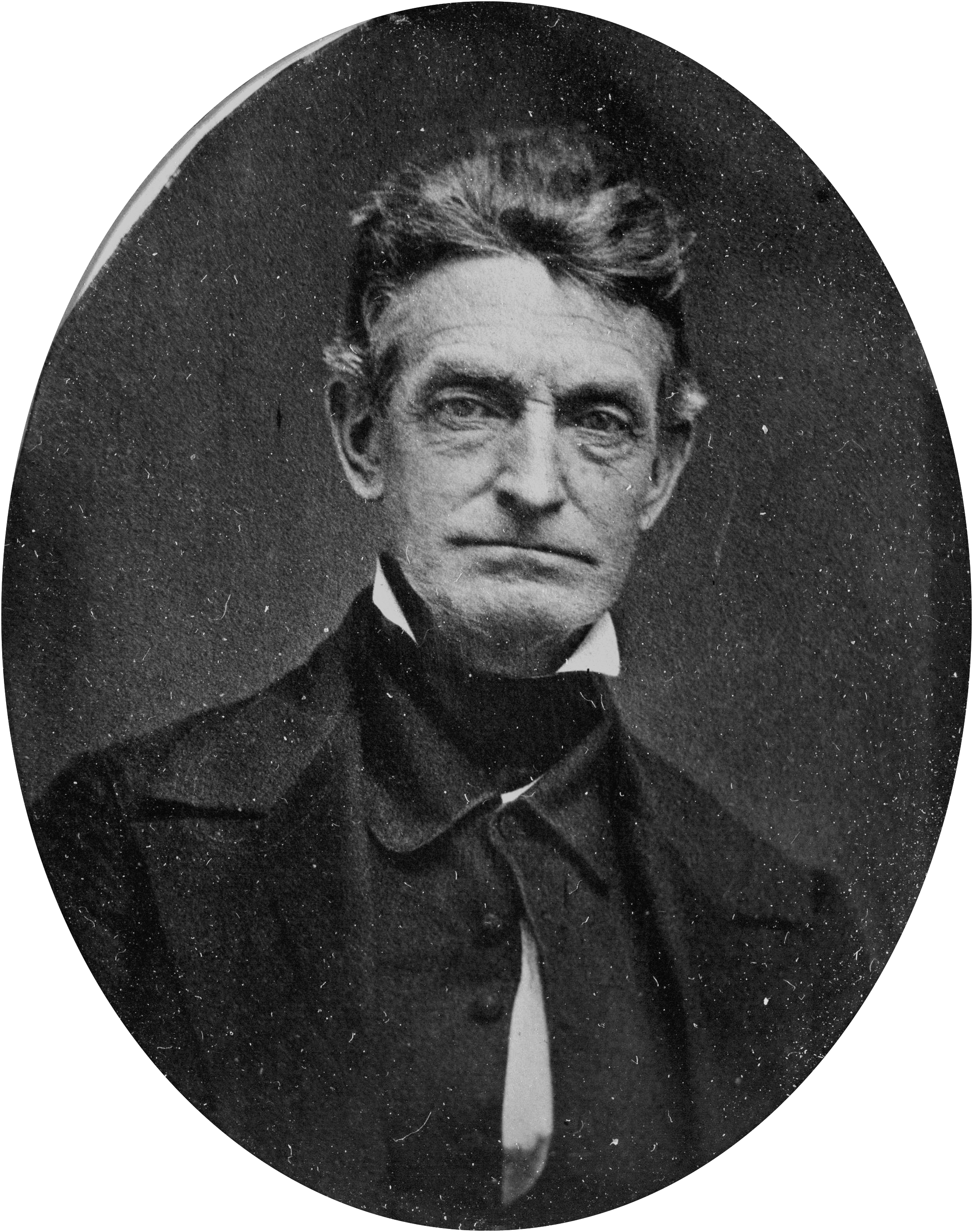
Foto di John Brown, attivista militante dell'abolizionismo. Combatté contro i missouriani filo-sudisti (che gli uccisero un figlio) nel corso del Bleeding Kansas.

Il conflitto esploso con violenza inusitata comportò aggressioni, intimidazioni e finanche omicidi dei sostenitori di entrambe le fazioni; con il saccheggio di Lawrence (edifici pubblici e negozi dati alle fiamme nell'intera cittadina) perpetrato dalle forze miliziane schiaviste, seguito a brevissima distanza dal massacro del Potawatomie, guidato da John Brown per vendicare l'affronto subito (5 coloni sudisti giustiziati a freddo).
Ma oltre a queste due azioni, le quali vengono considerate le più notevoli quanto a implicazioni e conseguenze sul fronte politico, se ne realizzarono varie altre in un arco di tempo che andò dal 1855-56 al 1860 inoltrato.

Il Kansas, inizialmente controllato in larga parte da agitatori sudisti, approvò una Costituzione favorevole allo schiavismo chiamata Costituzione di Lecompton; ma dopo che il Congresso la respinse per il massiccio utilizzo di brogli elettorali, dopo nuove elezioni il Kansas approvò la Costituzione Wyandotte, schierata apertamente contro la schiavitù: fu pertanto ammesso nel gennaio del 1861 come "libero". Gli atti di violenza e le faide  commesse lungo il confine tra Kansas e Missouri prefigurarono la guerra civile e in effetti proseguirono anche durante il suo svolgimento.

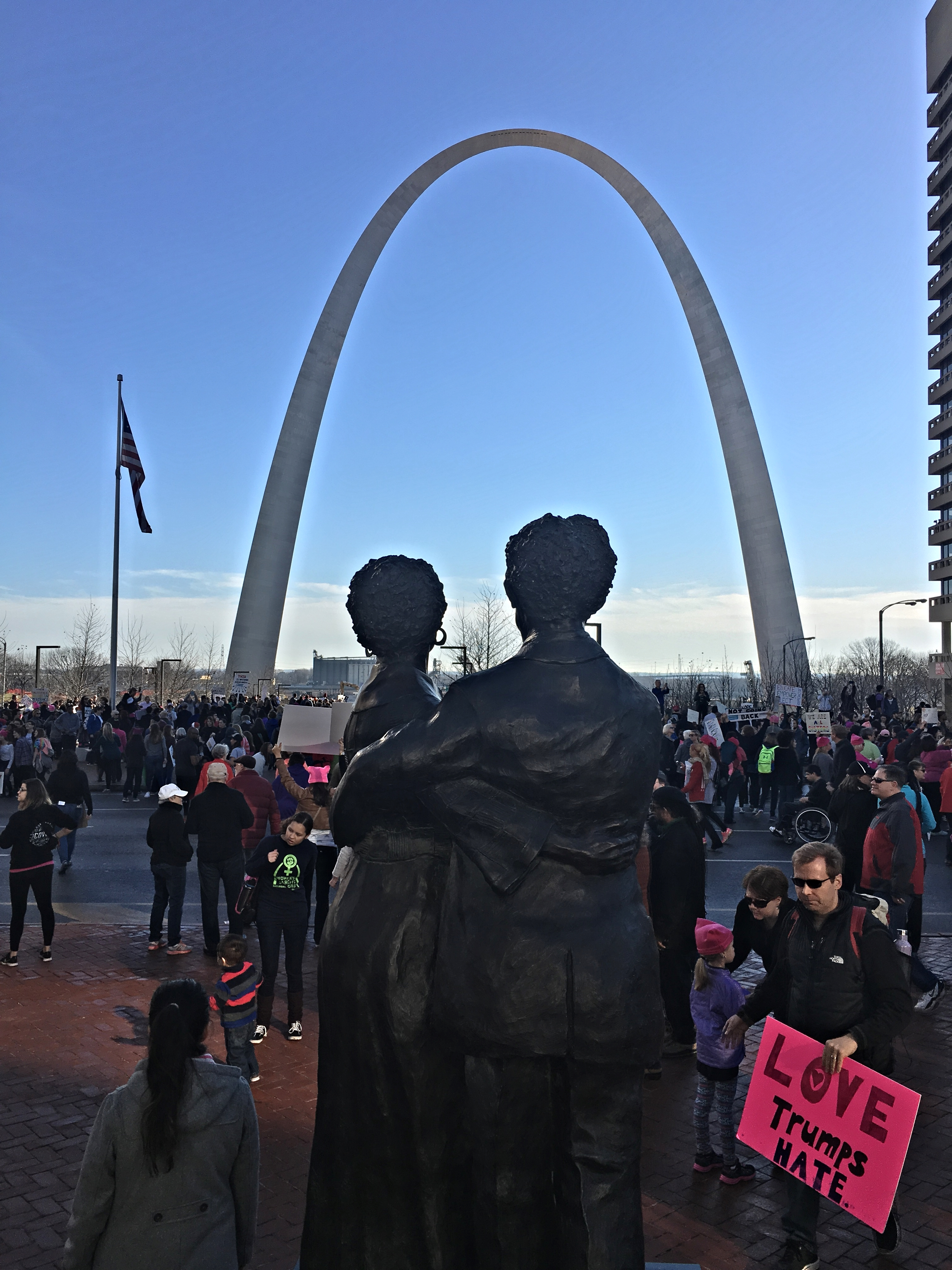
Manifestazione a favore dei diritti delle donne davanti alla statua eretta alla memoria di Dred Scott e della consorte Harriet a Saint Louis (Missouri) nel 2017

### Sentenza Dred Scott
Sullo sfondo del Bleeding Kansas in pieno atto il caso giudiziario concernente Dred Scott, uno schiavo che nel 1846 aveva intentato una causa per ottenere la libertà per sé e la sua famiglia residente a Saint Louis, raggiunse infine la Corte Suprema nel 1857.
La deliberazione emessa proclamò non solo che gli schiavi non venivano automaticamente liberati semplicemente entrando in uno Stato libero, ma anche che - fatto assai più sottoposto a controversia - nessuno dei discendenti africani era considerato un cittadino statunitense: senza quindi alcuno dei diritti civili relativi.
Gli afroamericani non potevano avviare nessuna azione legale in un qualsiasi tribunale, anche quando avessero chiaramente avuto quello che sarebbe altrimenti considerato un reclamo valido; la sentenza Dred Scott contro Sandford, propugnata dal Presidente della Corte Suprema Roger Brooke Taney (sudista) e favorita dal pieno sostegno ricevuto dalla presidenza di James Buchanan - apertamente schierata con le posizioni schiaviste - scatenò un'ondata d'indignazione in tutto il Nord.
Essa contribuì altresì a placare le schermaglie tra i partigiani del Missouri e del Kansas, ma la pubblicità che ne conseguì fece letteralmente infuriare gli abolizionisti su scala nazionale e innalzò la contesa a toni mai raggiunti prima: la lotta entrò allora nella fase dell'ideologia più spinta, si trattava di una guerra tra lo schiavismo meridionale e la concezione della Libertà assunta nella Dichiarazione d'indipendenza:
(dalla Dichiarazione d'indipendenza degli Stati Uniti d'America)
Si iniziò seriamente a pensare di far valere con la forza il proprio pensiero, le proprie idee, i propri valori, diametralmente in opposizione tra loro e l'uno contro l'altro armati: un'acida retorica che condusse direttamente alla guerra civile.

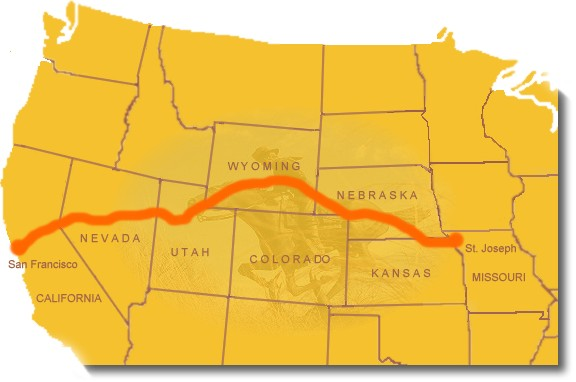
Il tragitto del Pony Express da Saint Louis (Missouri) a San Francisco

### Pony express
Il Governo federale aveva cercato a lungo di facilitare una più rapida comunicazione con i pionieri - cittadini americani - stabilitisi nella lontana West Coast fin dai tempi della grande corsa all'oro californiana (la California era uno Stato libero). Con l'avvicinarsi della belligeranza, l'importanza di collegare un'altra regione anti-schiavista, almeno simbolicamente, al resto dell'Unione stimolò i tentativi di realizzare reti di comunicazione a lunga distanza.
Nel 1860 ci volevano 25 giorni per inviare un messaggio postale sulla costa dell'Oceano Pacifico, partendo da quello che era allora il capolinea ferroviario più occidentale, Saint Joseph. L'azienda privata "Russell, Majors and Waddell" propose di ridurre i tempi fino a 10 giorni utilizzando un sistema di turni e staffette, con cambiamento di cavalli a ogni stazione di posta. Il Pony Express che ne risultò diede il via alle operazioni il 3 aprile 1860. La prima commissione assegnata a Ulysses S. Grant nel Teatro Occidentale della guerra di secessione americana fu proprio quella di porsi a protezione della strategica "Hannibal and St. Joseph Railroad", la rete ferroviaria che consegnava la posta ai postini-cavalieri del Pony Express. Ma appena un anno dopo il viaggio inaugurale compiuto dal Missouri a San Francisco il completamento di una estesa linea di telegrafia trans-continentale lo rese obsoleto.

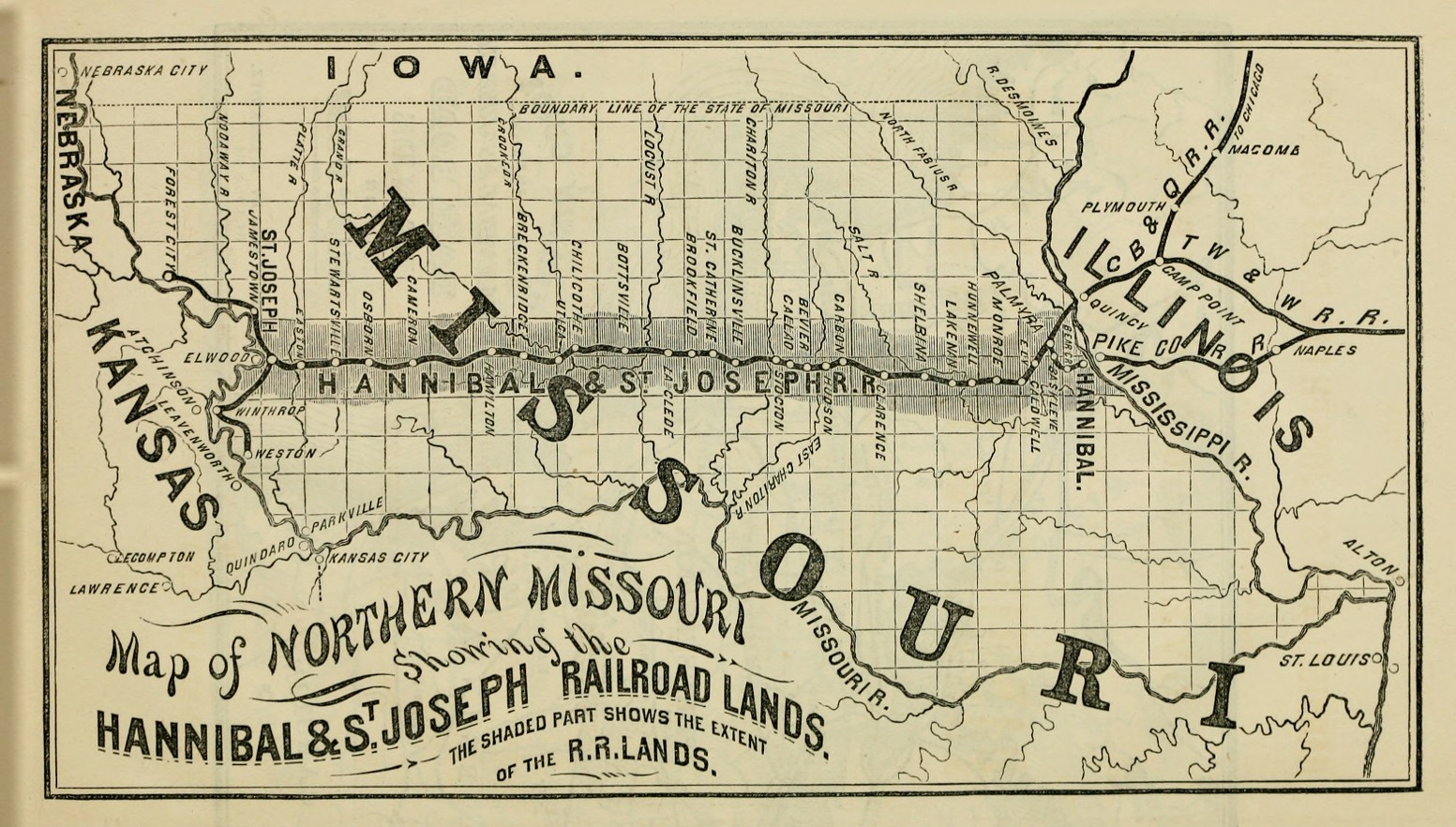
La tratta della "Hannibal and St. Joseph Railroad"

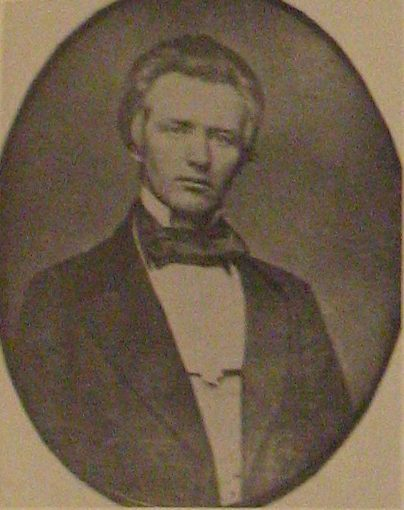
Il Governatore del Missouri uscente Robert Marcellus Stewart, un Democratico unionista

### Neutralità armata
All'inizio del 1860 i primi coloni meridionali del Missouri erano stati oramai quasi del tutto soppiantati da una popolazione assai più diversificata la quale non possedeva schiavi, compresi molti ex agricoltori originari del Nord, in particolare numerosi immigrati tedeschi americani e irlandesi americani della classe operaia i quali condividevano i principi del "lavoro libero".
Con i venti di guerra che sembravano farsi sempre più minacciosi il Missouri in un primo momento sperò di poter tenersi fuori dal conflitto, pur rimanendo a far parte dell'Unione in qualità di "zona militarmente neutrale", non inviando cioè né uomini né rifornimenti a nessuna delle due parti e nel contempo promettendo di combattere le truppe di entrambi, che si fossero azzardate a entrare illegalmente armate nello Stato.

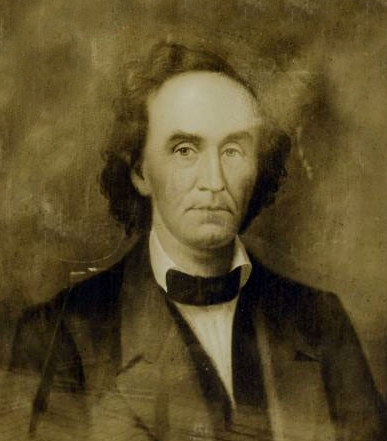
Il Governatore del Missouri filo-sudista Claiborne Fox Jackson

Una tale linea politica venne introdotta per la prima volta nel 1860 dal Governatore del Missouri uscente Robert Marcellus Stewart, tendenzialmente filo-nordista; la scelta fatta fu riaffermata in un modo totalmente simbolico dal nuovo governatore Claiborne Fox Jackson, essenzialmente filo-sudista.
Quest'ultimo tuttavia dichiarò nel proprio discorso inaugurale che in caso di "coercizione federale contro gli Stati Uniti meridionali", il Missouri avrebbe dovuto sostenere e difendere attivamente il profondo Sud costituito da "Stati fratelli".
Il principio di neutralità venne pertanto palesemente rovesciato a favore degli schiavisti. Una Convention costituzionale per discutere l'ipotesi della secessione venne convocata sotto la presidenza dell'ex governatore Sterling Price (nonché futuro ufficiale confederato); i delegati votarono, dando così il loro verdetto: il Missouri sarebbe rimasto nell'Unione e avrebbe sostenuto ufficialmente una posizione di "neutralità".

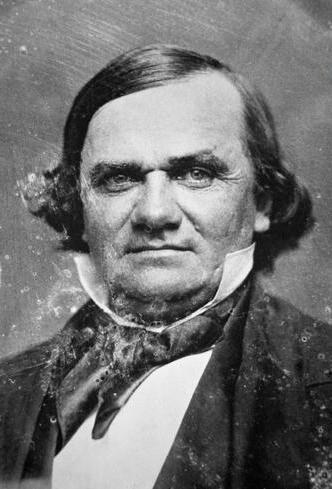
Il candidato del Partito Democratico Stephen A. Douglas conquistò i Grandi elettori del Missouri schierandosi come alternativa ad Abraham Lincoln

Alle elezioni presidenziali del 1860 il candidato del neonato Partito Repubblicano Abraham Lincoln ricevette solamente il 10% dei voti dello Stato, mentre ben il 71% era a favore di John Bell o del senatore del Partito Democratico Stephen A. Douglas, i quali desideravano entrambi mantenere inalterato lo status quo.
Douglas alla fine conquistò per un soffio i Grandi elettori del Missouri davanti a Bell: fu uno dei due unici Stati acquisiti da Douglas (l'altro fu il New Jersey). Il restante 19% si schierò invece con il democratico sudista John C. Breckinridge, vicepresidente degli Stati Uniti uscente.

### Demografia statale nel 1860
All'epoca del Censimento del 1860 la popolazione totale del Missouri ammontava a 1.182.012 unità, di cui 114.931 (il 9,7%) erano schiavi; la maggior parte di questi ultimi viveva nelle aree rurali piuttosto che nei centri urbani. Delle 299.701 risposte date al quesito "Occupazione" 124.989 persone si definirono agricoltori o possessori di fattorie; 39.396 "lavoratori agricoli dipendenti". Le successive categorie più numerose furono "Operai" (30.668), "Maniscalchi/Fabbri ferrai (4.349) e "Mercanti" (4.245).
Meno della metà della popolazione dello Stato era elencata come nativa (475.246, il 40%). Quelli che erano emigrati da altri Stati provenivano prevalentemente dal Kentucky (99.814), dal Tennessee (73.504), dalla Virginia (53.937), dall'Ohio (35.380), dall'Indiana (30.463) e dall'Illinois (30.138): quasi 180.000 sudisti a fronte di meno di 150.000 nordisti.
Infine 906.540 persone (il 77%) furono elencate come nate negli Stati Uniti d'America; dei 160.541 residenti stranieri del Missouri la maggior parte proveniva da nazioni di lingua tedesca (88.487), da irlandesi (43.481), da inglesi (10.009), da francesi (5.283) e da svizzeri (4.585). La stragrande maggioranza degli immigrati (almeno 130.000) si rivelarono con decisione unionisti, portando quindi la bilancia a favore del Nord con 280.000 unità contro 190.000 o poco più.

La Contea di Howard nel 1860 aveva la più alta concentrazione percentuale di schiavi

| Le città più popolose: - 160.773 - Saint Louis - 9.485 - Distretto n. 18 nella Contea di Callaway - 8.932 - Saint Joseph - 6.503 - Hannibal - 5.848 - Contea di St. Louis centrale - 4.789 - Florissant nella Contea di St. Louis - 4.474 - Blue nella Contea di Jackson - 4.418 - Kansas City - 4.122 - Lexington | Le Contee più popolose: - 190.524 - Contea di St. Louis - 23.861 - Contea di Buchanan - 22.896 - Contea di Jackson - 20.038 - Contea di Lafayette - 19.486 - Contea di Boone - 18.838 - Contea di Marion - 18.417 - Contea di Pike - 18.350 - Contea di Platte | La maggior presenza di schiavi: - 6.374 (35%) - Contea di Lafayette - 5.886 (38%) - Contea di Howard - 5.034 (25%) - Contea di Boone - 4.876 (28%) - Contea di Saline - 4.523 (26%) - Contea di Callaway - 4.346 (2,5%) - Contea di St. Louis - 4.055 (27%) - Contea di Pike - 3.313 (30%) - Contea di Platte - 3.021 (30%) - Contea di Monroe - 3.017 (18%) - Contea di Marion |

## Crisi secessionista

### Transizione
All'appuntamento presidenziale del 1860 il nuovo governatore Fox Jackson, un politico di carriera nonché ardente sostenitore della "causa meridionale", patrocinò una campagna elettorale scopertamente a favore del democratico Douglas, visto come il concorrente più valido da frapporre al repubblicano Lincoln, il quale si opponeva dichiaratamente a qualsiasi estensione della pratica schiavista nel West.
Egli favori in tal senso un "programma conciliatorio" e di ennesimo compromesso sulle grandi questioni che sembravano oramai dividere irrimediabilmente il paese; tra i fautori della "terra libera", del protezionismo e delle imprese ferroviarie del Nord industriale e la vecchia aristocrazia agraria contraria a ogni forma di dazio, di opere pubbliche da intraprendere sotto l'egida federale (come l'ultima tratta della futura First Transcontinental Railroad) e radicata sul "lavoro schiavo" del Sud.
Subito dopo la sua conferma in carica tuttavia cominciò immediatamente a lavorare prevalentemente "dietro le quinte" per promuovere la secessione del Missouri, basandosi sul presupposto ideale dei presunti "diritti degli Stati". Oltre a progettare il sequestro giudiziario e la conseguente presa di possesso dell'arsenale federale situato a Saint Louis, avviò una vera e propria cospirazione avvalendosi dell'apporto dell'alta finanza locale (composta principalmente da banchieri dediti alla speculazione più spinta).
Ciò per far "deviare" e defluire illegalmente i fondi liquidi (ma soprattutto aurei) bancari con l'intento di armare le truppe della milizia statale e tenere così l'intero Missouri sotto un controllo da attuarsi essenzialmente manu militari; misura questa che l'Assemblea generale legislativa aveva sempre rifiutato di prendere anche solo in considerazione.

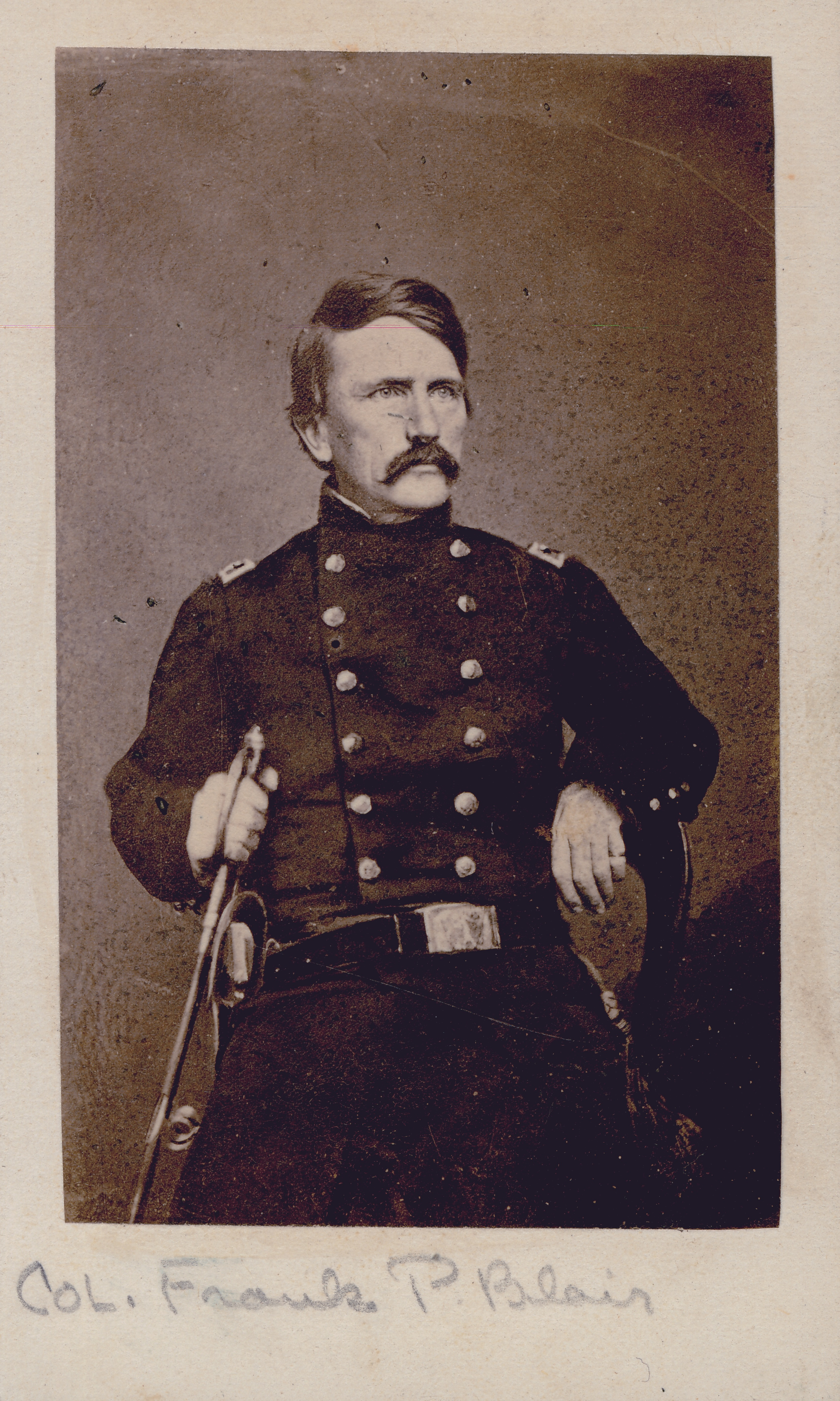
Il colonnello unionista Frank P. Blair Jr.

La "Convention nazionale", che avrebbe dovuto deliberare sulla secessione, subito dopo essere stata convocata, incontrò la fiera opposizione dei radicali unionisti capeggiati da Frank P. Blair Jr.; tra gli immigrati di origini tedesche risiedenti in gran numero a Saint Louis prevalsero i sentimenti di fedeltà nei confronti della presidenza di Abraham Lincoln.
(Raimondo Luraghi Storia della guerra civile americana, Vol I, p. 327)

### Affare di Camp Jackson
La nominale "Neutralità" del Missouri venne messa alla prova all'inizio proprio nella questione del conflitto inerente all'arsenale federale, che minacciò rapidamente di esplodere in un autentico scontro armato. Il Governo federale rafforzò la minuscola guarnigione ivi stanziata con diversi distaccamenti, in particolar modo la forza della 2nd Infantry posta sotto il diretto comando del capitano Nathaniel Lyon.

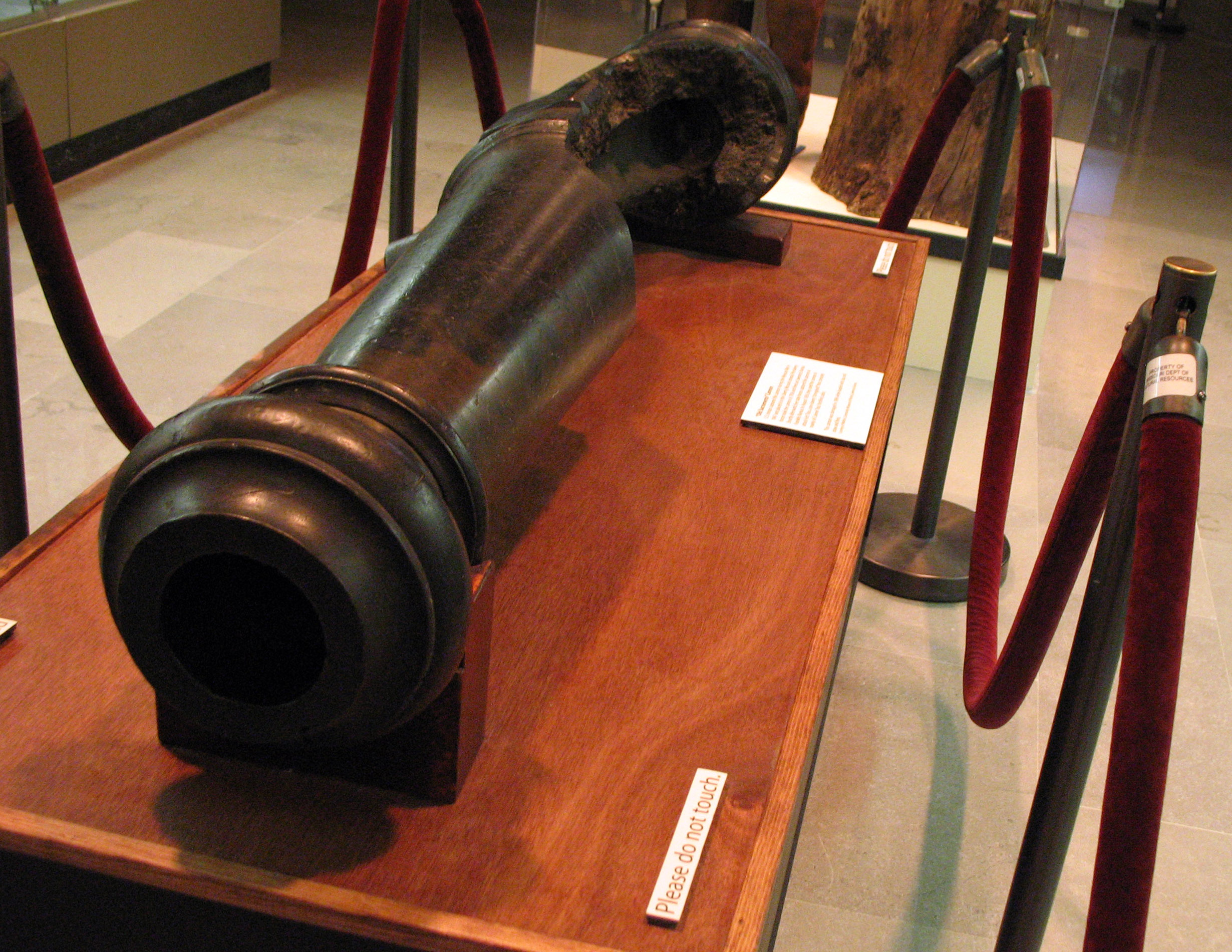
L'"Old Sacramento Cannon" conquistato durante la guerra messico-statunitense nel 1847 e portato al "Liberty Arsenal"; il cannone fu prelevato a forza dalle forze filo-schiaviste nel 1856 e sparò durante il saccheggio di Lawrence avvenuto nel quadro del Bleeding Kansas. Venne danneggiato nel 1896 quando fu caricato con argilla e paglia.

L'altro vasto arsenale presente all'interno dei confini territoriali statali, il "Liberty Arsenal", venne conquistato il 20 aprile 1861 dalle formazioni miliziane secessioniste auto-nominatesi alla "difesa del Missouri".
Preoccupato per le notizie che giungevano sempre più diffusamente e secondo cui il governatore avrebbe avuto l'intenzione di usare la "Missouri Volunteer Militia" per assaltare anche quest'altro deposito di armi (con 39.000 pezzi di piccolo calibro di utilizzo immediato), l'allora Segretario alla Guerra Simon Cameron ordinò a Lyon (scelto quale comandante in atto sul campo) di evacuare la maggior parte delle munizioni trasferendole fuori dallo Stato.

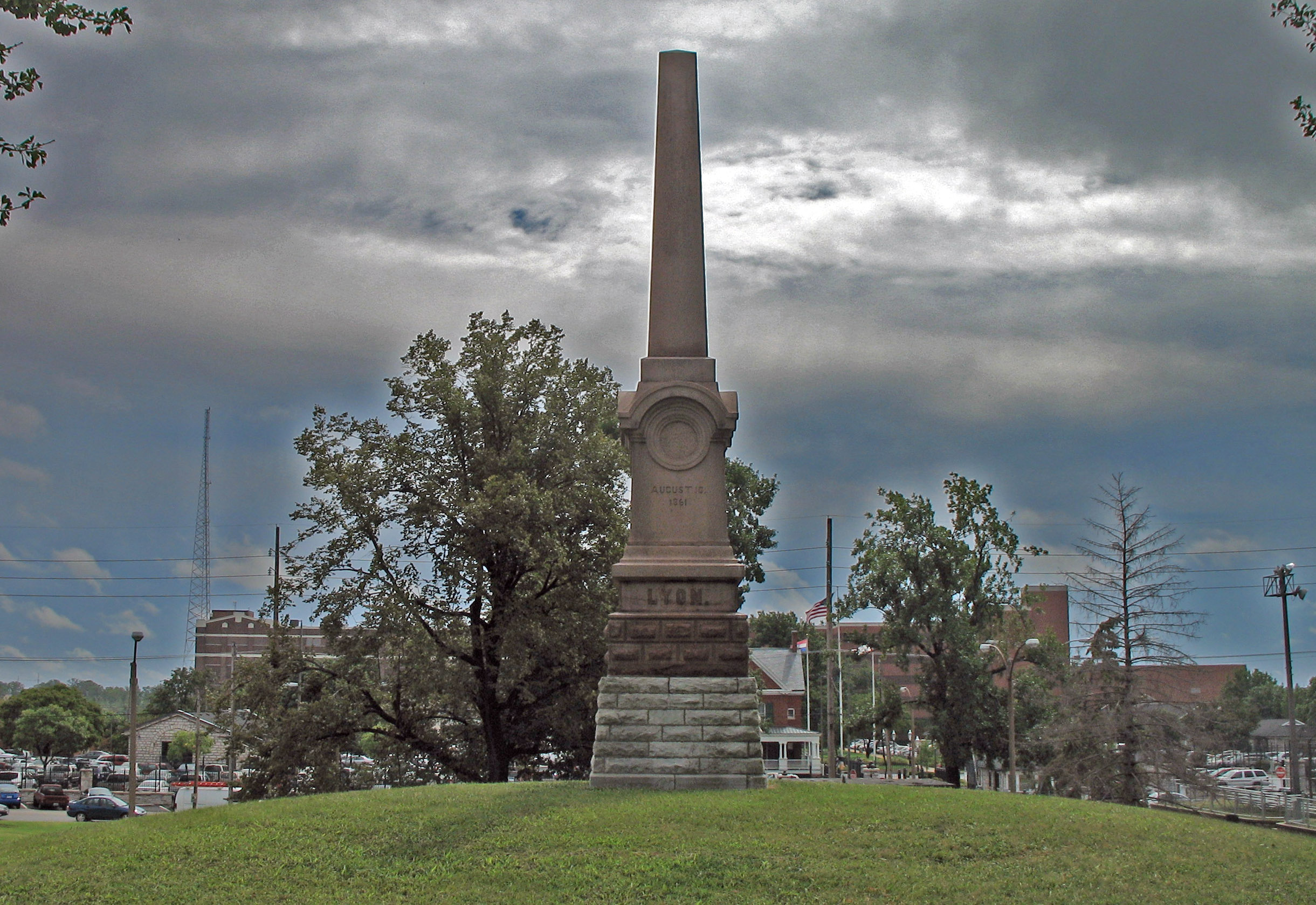
Il monumento eretto alla memoria del futuro generale Nathaniel Lyon con l'arsenale di Saint Louis sullo sfondo

I 21.000 cannoni e pezzi d'artiglieria presenti furono quindi segretamente sgombrati e fatti portare in salvo fino ad Alton, nell'Illinois, entro la tarda serata del 29 aprile.

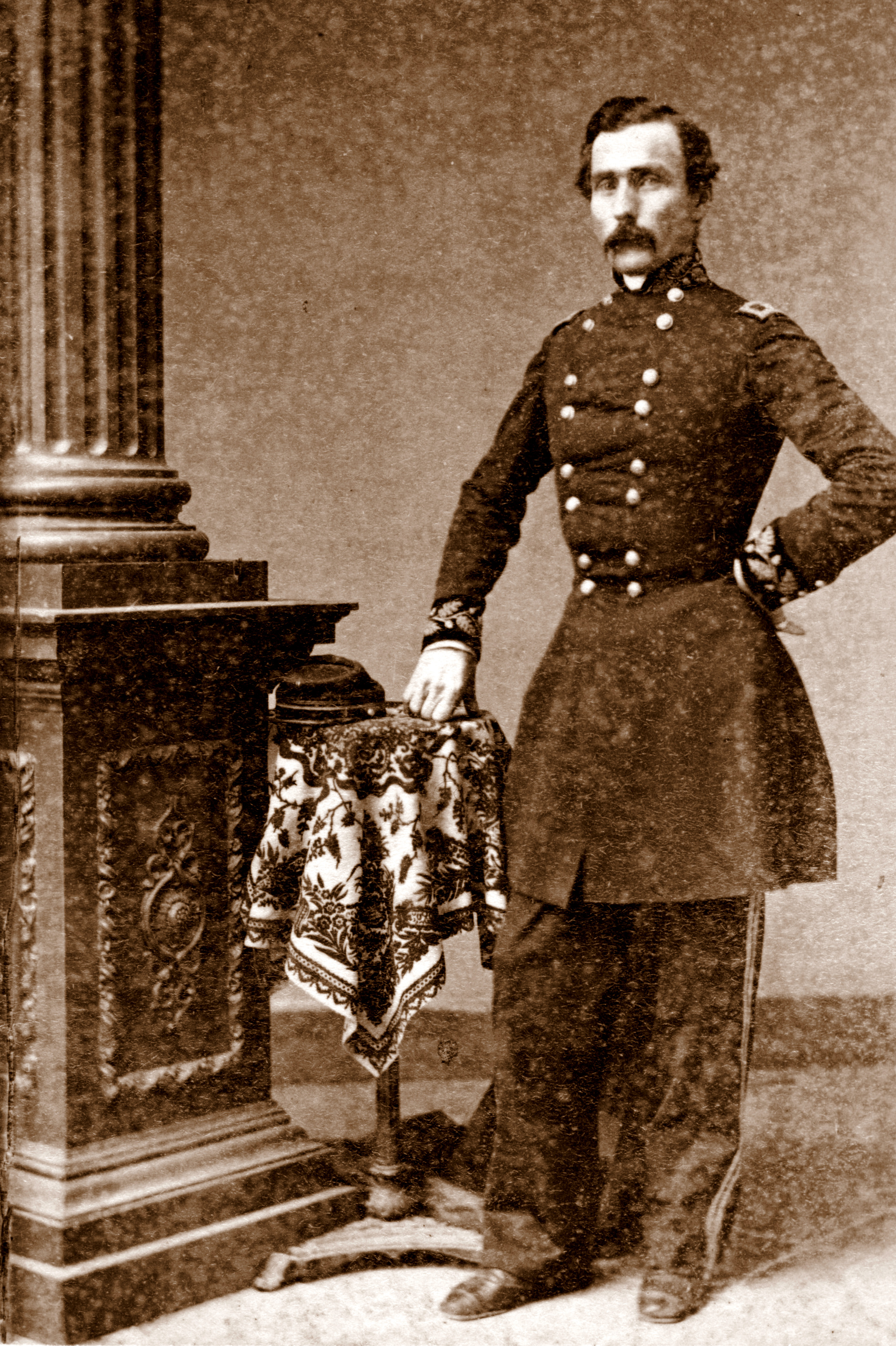
Foto del brigadier generale Daniel Marsh Frost filo-sudista

Contemporaneamente il governatore sudista richiamò le truppe miliziane - poste sotto il comando del brigadier generale Daniel Marsh Frost per far effettuare manovre militari "di avvertimento" a Camp Jackson, alla periferia di Saint Louis.
Tali movimenti vennero subito percepiti da Lyon come un intento conclamato di occupare l'arsenale. Il 10 maggio il comandante unionista attaccò la milizia facendola poi sfilare prigioniera per le strade cittadine; del tutto inaspettatamente però scoppiò un tentativo di rivolta, in cui rimase esanime sul terreno il capitano di origini polacche Constantin Blandowski (già militante al seguito di Giuseppe Garibaldi).

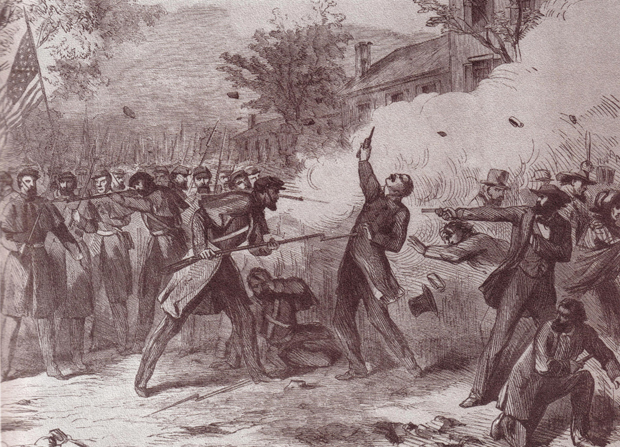
"Una terribile tragedia avvenuta a Saint Louis", in un'illustrazione originale del New York Illustrated News

Le truppe di Lyon, una forza miliziana composta in prevalenza da immigrati tedeschi americani (successivamente aggregata alla "3rd Missouri Volunteer Infantry") quindi, senza frappor altro tempo in mezzo, aprì il fuoco contro la folla ostile che si stava preparando ad attaccare finendo con l'uccidere 28 persone e ferirne un altro centinaio (tra cui 75 donne e bambini).

La bandiera della "Missouri State Guard"

Il giorno successivo l'Aula parlamentare autorizzò la formazione di una "Missouri State Guard" con il Maggior generale Sterling Price come comandante con l'obiettivo dichiarato di "resistere alle invasioni provenienti da entrambe le parti", ma nei fatti per contrapporsi con la forza all'Esercito dell'Unione.

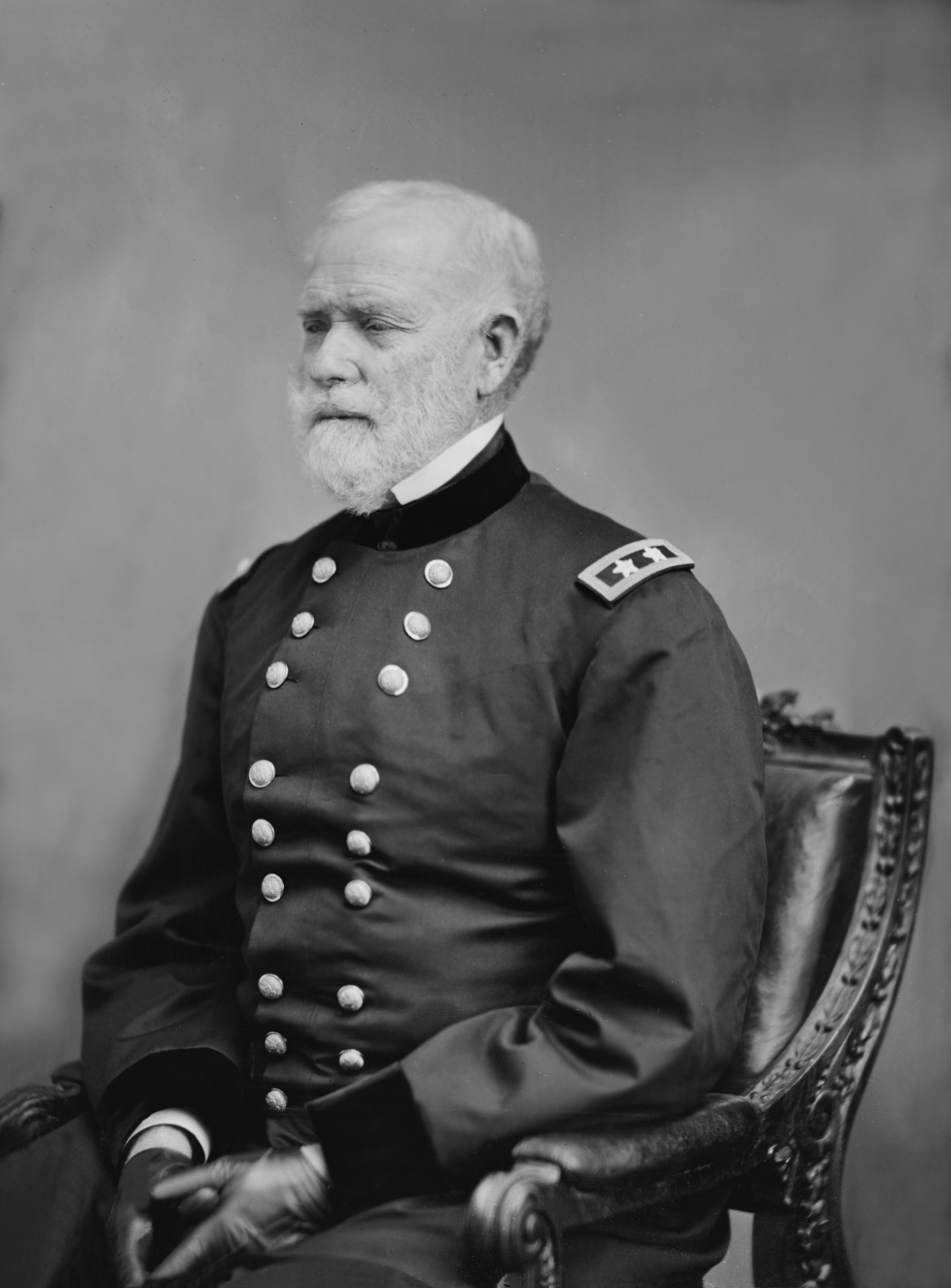
Foto del generale William Selby Harney

Il comandante generale del "Dipartimento dell'Ovest" William Selby Harney si mosse discretamente in un ultimo tentativo volto ad acquietare gli animi a seguito della complicata situazione venutasi a creare, accogliendo ufficialmente la neutralità del Missouri tramite il "Price-Harney Truce".
La tregua così stipulata indusse i simpatizzanti confederati a impadronirsi della maggior parte dello Stato, con i pro-unionisti pesantemente molestati e costretti ad andarsene.
La presidenza di Abraham Lincoln fece però annullare senza esitazione l'accordo di tregua stabilito, sollevando Harney dal comando e sostituendolo proprio con Lyon, nominato per l'occasione generale.
L'11 giugno Lyon incontrò il governatore Jackson e Price presso il "St. Louis' Planter's House hotel". L'incontro, teoricamente organizzato per discutere la possibilità di continuare le trattative per una tregua tra esercito regolare e formazioni statali, si bloccò rapidamente sulle questioni basilari concernenti la sovranità dello Stato e il suo contrapposto potere governativo federale.

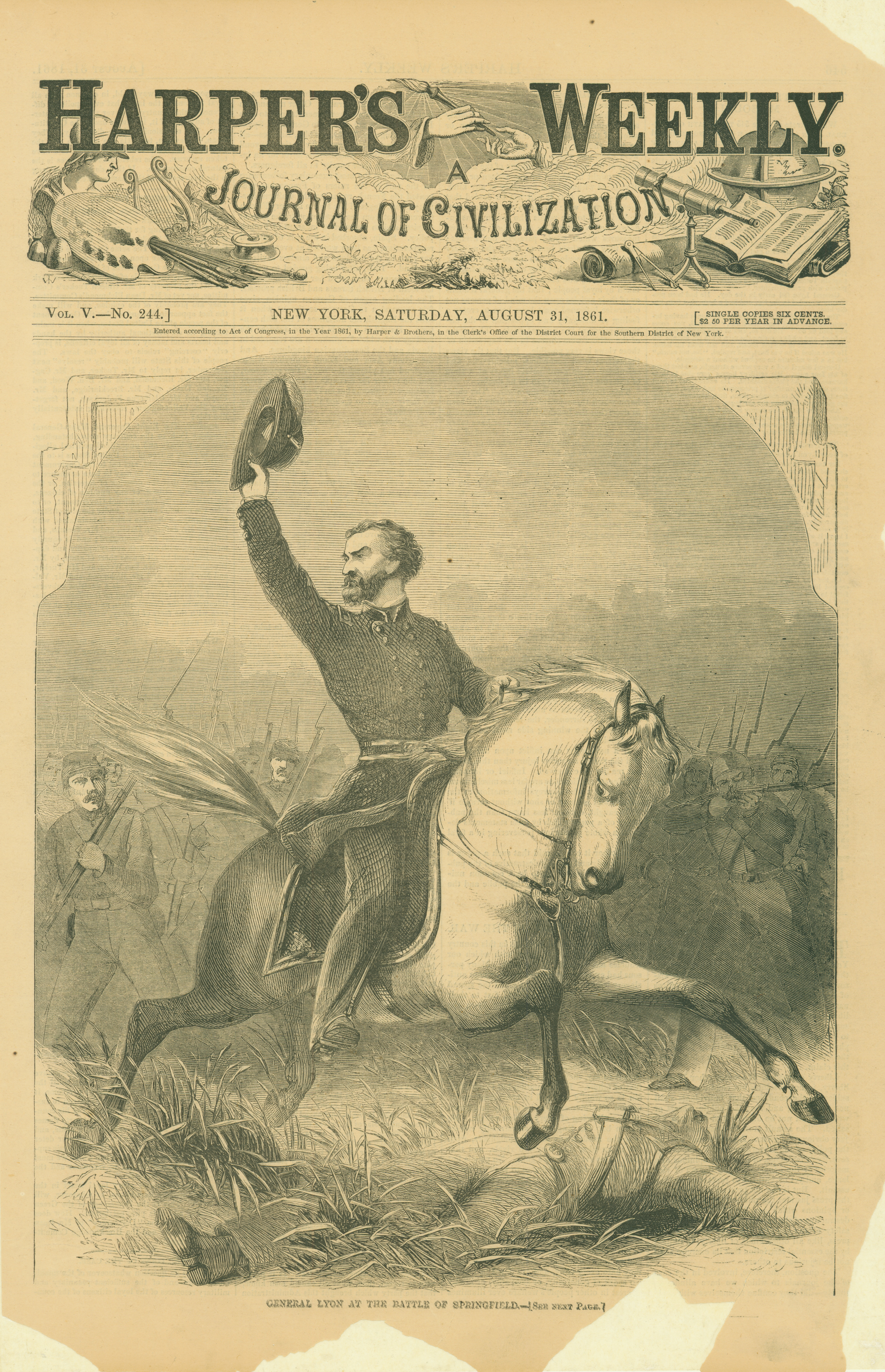
Il generale unionista Nathaniel Lyon alla prima battaglia di Springfield nel frontespizio di Harper's Weekly

Sia Jackson sia Price, i quali stavano lavorando attivamente per costituire la neonata "Missouri State Guard" in 9 distretti militari sparpagliati in tutte le province, desiderarono apertamente contenere la presa del potere federale ben rappresentata dalla fortezza e dalla sua armeria unionista di Saint Louis.
Lyon chiese lo scioglimento della "State Guard" e a sua volta Jackson reclamò che le forze federali venissero delimitate ai margini della città e che le "Home Guards" filo-nordiste già presenti e attive in diversi centri urbani venissero immediatamente sciolte.
Lyon a questo punto rifiutò con decisione, affermando che se il governatore avesse insistito nel portare avanti i suoi punti pregiudiziali "ciò avrebbe significato la guerra". Dopo che Jackson fu accompagnato - scortato dai militari sudisti - verso i confini delle linee "predisposte alla difesa", Lyon iniziò a ricercare sia lui sia Price e il suo governo, dichiarandolo senza alcun timore "illegittimo oltre che incostituzionale".
La battaglia di Boonville (17 giugno) e la battaglia di Cartaghe (5 luglio) aprirono ufficialmente le ostilità per assicurarsi il controllo del Missouri. A questo punto Jackson e gli altri politici filo-confederati a lui vicini presero la via della fuga fuggirono nella parte meridionale dello Stato.
Al gruppetto di parlamentari fuggiaschi non rimase altro da fare che costituire un governo in esilio a Neosho e promulgare un decreto di secessione. Questo fu riconosciuto dal resto degli Stati Confederati d'America, nonostante il fatto che l'Act con fosse stato approvato né sottoposto a ratifica da alcun plebiscito (come invece espressamente richiesto dalla legge del Missouri): un tale governo rimase pressoché impotente all'interno dello Stato.

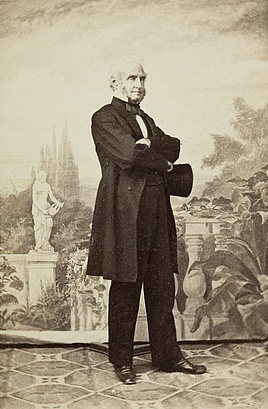
Il Governatore del Missouri unionista Hamilton Rowan Gamble

### Due governi contrapposti
Il 22 luglio 1861, in seguito alla cattura da parte di Lyon della capitale Jefferson City, la "Convention costituzionale" del Missouri si riconvocò dichiarando vacante la carica di governatore e dell'intero suo ufficio. Il 28 luglio nominò l'ex Giudice-capo della Corte Suprema statale, Hamilton Rowan Gamble, quale nuovo governatore del Missouri.
Il magistrato quindi acconsentì immediatamente a soddisfare la richiesta formulata dal Presidente degli Stati Uniti Abraham Lincoln di fornire delle truppe all'Unione; poco dopo propose -sotto l'egida presidenziale - un'amnistia per gli assalitori del "Liberty Arsenal".

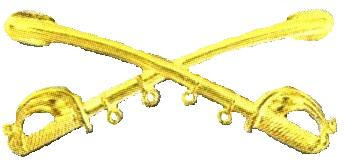
Insegne della cavalleria statunitense.

Il governo provvisorio nordista cominciò pertanto a organizzare i reggimenti da far inquadrare nell'Esercito dell'Unione; alcuni di essi - come il "1st Missouri Volunteer Cavalry Regiment", costituito il 6 settembre - avrebbero combattuto per tutto il periodo della guerra civile..
Al termine del conflitto circa 447 reggimenti avevano lottato a favore dell'Unione, con molti uomini che prestarono servizio in più di un'unità.
(Raimondo Lurgahi Storia della guerra civile americana, Vol. I pp. 328-329.)
Nell'ottobre del 1861 quel che rimaneva dei membri del governo statale eletto che aveva deciso di schierarsi con il Sud (inclusi ovviamente Jackson e Price) s'incontrarono a Neosho e votarono per separarsi formalmente.
In una certa misura ebbero in tal modo anche l'occasione di partecipare anche alle votazioni del Congresso confederato; ma per tutto il resto la misura intrapresa non fu molto più che un mero atto simbolico, dal momento che oramai non avevano più alcuna possibilità di controllare nessuna parte dello Stato.
La nuova capitale dell'organismo secessionista fu infine addirittura trasferita al di fuori del Missouri, stabilendo la sede governativa a Marshall, nel Texas. Quando Jackson morì in carica nel 1862 gli subentrò il vice Thomas Caute Reynolds, un sudista di Charleston (Carolina del Sud).

## Prime azioni militari: 1861-1862
Le operazioni militari nel Missouri vengono generalmente suddivise in tre fasi:
1. una prima a partire dalla rimozione del governatore Jackson fino alla cacciata di Price e della sua "Missouri State Guard" nel 1861;
2. una seconda rappresentata dalle azioni di guerra, ma per lo più di guerriglia tra vicini contrapposti tra il 1862 e il 1864 (la quale in realtà continuò ancora molto dopo che il conflitto era terminato dappertutto, almeno fino a 1889);
3. il tentativo messo in atto dal raid di Price per riconquistare lo Stato nel 1864.

Il Nord si trovava ancora sotto l'impressione della disfatta subita nella prima battaglia di Bull Run, quando gravi notizie cominciarono a giungere dal lontano West. Il Missouri era rimasto per due terzi nelle mani dei filo-confederati, solo momentaneamente e parzialmente battuti. La zona percorsa dalle linee ferroviarie rimaneva più o meno sotto il diretto controllo militare dell'Esercito dell'Unione; ma il resto (più di metà dello Stato federato) continuava a sfuggire.

### Wilson's Creek e Lexinton: esplode l'entusiasmo sudista

Localizzazione di Springfield (Missouri), nella Contea di Greene (Missouri)

Il primo grande scontro nel quadro della campagna volta a cacciare definitivamente Jackson e i suoi sostenitori fu la battaglia di Wilson's Creek, combattuta nelle immediate vicinanze di Springfield il 10 agosto 1861; essa rappresentò il "battesimo del fuoco" per la Missouri State Guard, la quale combatté al fianco dei confederati.

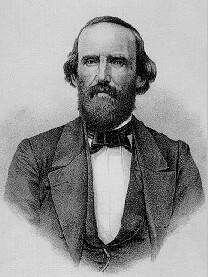
Il brigadier generale confederato Benjamin McCulloch, vincitore della battaglia di Wilson's Creek

Una forza combinata di oltre 12.000 uomini tra militari sudisti regolari, truppe statali provenienti dal confinante Arkansas secessionista e guardie miliziane del Missouri, guidata dal brigadier generale Benjamin McCulloch si trovò ad affrontare circa 5.400 federali in uno scontro a fuoco che proseguì per oltre 6 ore.

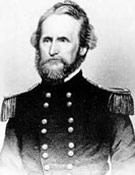
Ritratto di Nathaniel Lyon, caduto sul campo della battaglia di Wilson's Creek

Gli unionisti subirono più di 1.300 vittime e videro cadere sul campo, colpito a morte, lo stesso generale Nathaniel Lyon; i confederati persero almeno 1.200 uomini e, seppur vittoriosi, essendo del tutto esausti, non si posero all'inseguimento degli avversari in piena ritirata.
All'indomani i sudisti non si trovarono d'accordo su quale avrebbe dovuto essere il passo successivo migliore da intraprendere; Price sostenne apertamente un'invasione generale dello Stato, ma a questo proposito McCulloch, preoccupato per la sicurezza sia dell'Arkansas sia del Territorio indiano rimasti temporaneamente sguarniti - oltre a essere assai scettico sulla possibilità di trovare abbastanza rifornimenti per il proprio esercito quando si fosse venuto a trovare nelle regioni centrali del Missouri - rifiutò.
Le truppe confederate assieme ai loro alleati provenienti dall'Arkansas ripiegarono quindi in direzione del confine meridionale, mentre Price guidò la propria "Guardia" a Nordovest nel tentativo di riconquistare, senza ottenere l'ausilio di nessun'altra unità militare terrestre a loro alleata, il suo paese d'origine.

Localizzazione di Lexington (Missouri), nella Contea di Lafayette (Missouri)

La formazione di Price, incoraggiata dal recente successo conseguito - ma del tutto impreveduta - diede il via a una marcia verso Lexington e ponendo, ivi giunti, in uno stretto stato d'assedio la guarnigione del colonnello James A. Mulligan: fu la prima battaglia di Lexington, la quale proseguì senza alcuna soluzione di continuità dal 12 al 20 settembre.

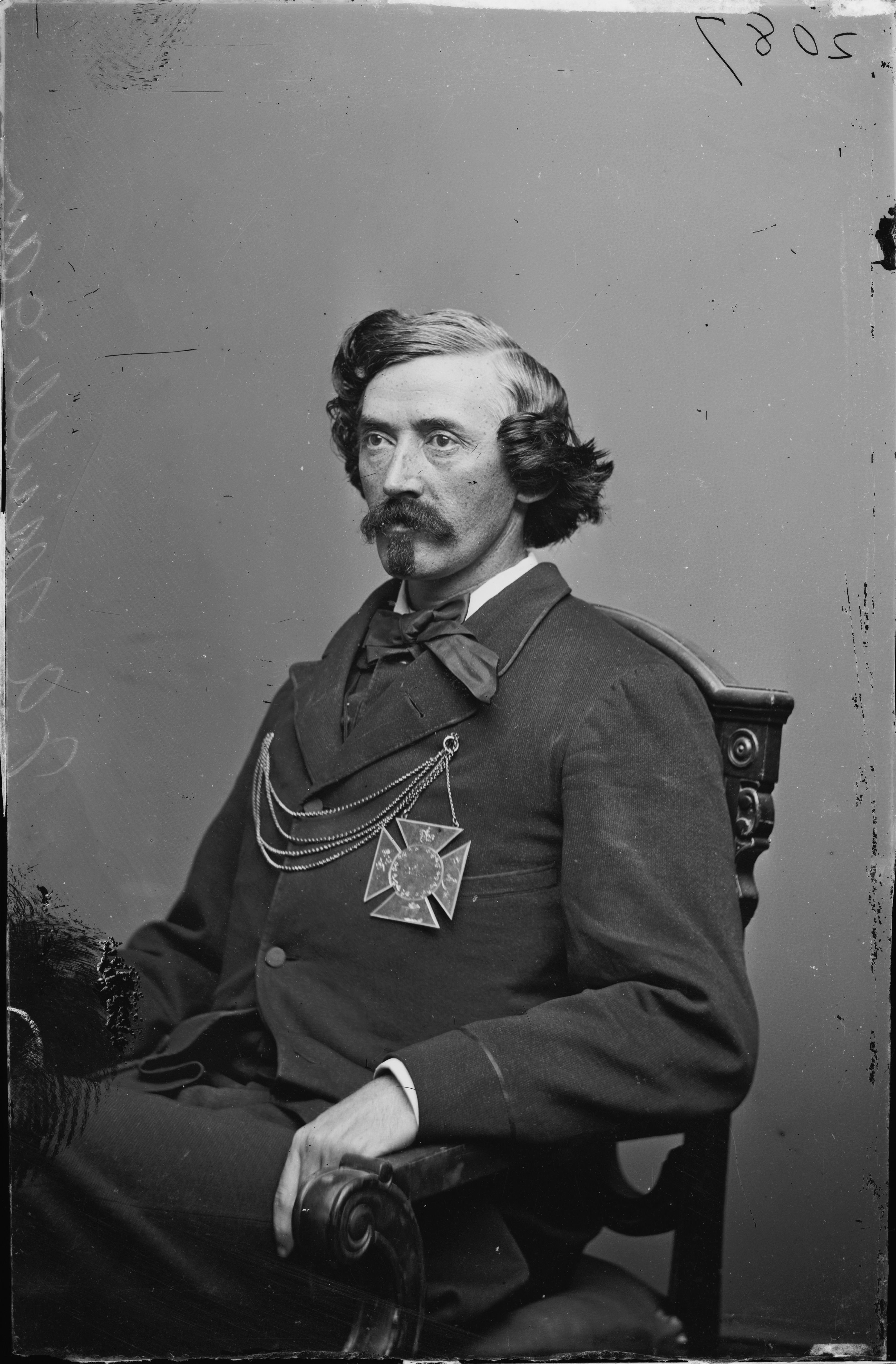
Foto di James A. Mulligan

Disponendo di grandi balle di canapa bagnate da utilizzare come ripari mobili, l'avanzata dei ribelli rimase in tal maniera protetta dal fuoco delle granate incendiarie scagliategli contro dagli assediati.
Nel primo pomeriggio del 20 settembre queste nuove forme di "fortificazioni rotolanti" erano avanzate abbastanza da consentire ai sudisti d'impegnare i federali in una vasta carica finale.
Non più tardi delle ore 14 Mulligan aveva innalzato la bandiera bianca. Secondo quanto in seguito venne riferito, Price fu così impressionato dal coraggio e dal valoroso comportamento dimostrato dal comandante unionista, da offrirgli il proprio cavallo e calesse personale, ordinando inoltre che venisse scortato in piena sicurezza per essere ricondotto sano e salvo fino alle linee dell'Unione.
Anni dopo, nel suo libro di memorie intitolato The Rise and Fall of the Confederate Government l'ex presidente secessionista Jefferson Davis sottolineò l'azione compiuta scrivendo che "l'espediente delle balle di canapa era una concezione brillante, non dissimile da quella che rese immortale Tariq ibn Ziyad, il guerriero dei saraceni e che condusse alla conquista islamica della penisola iberica".
Le speranza di molte colonie di residenti orientate a favore del Sud, per lo più contadini, tra cui anche la famiglia del poco più che adolescente Jesse James a Liberty, crebbero - per poi di colpo successivamente precipitare - a seconda delle notizie giunte dalle linee del fronte e riguardanti in particolare le operazioni militari condotte da Price sul territorio.
Se solo Price fosse riuscito velocemente nei propri intenti l'intero Stato del Missouri avrebbe potuto subitaneamente ricadere nelle mani della Confederazione, perché tutti credevano di sapere con certezza che ciò avrebbe costretto Lincoln ad accettare l'indipendenza del Sud, anche e soprattutto alla luce delle precedenti vittorie dei ribelli: dopotutto nessuno si aspettava davvero che la guerra potesse invece continuare ancora molto più a lungo.
L'assedio e il conseguente scontro finale di Lexington, conosciuto anche con la denominazione di "battaglia delle balle di canapa", costituì un enorme successo per i ribelli e significò un'ascesa - seppur temporanea - della ribellione nel Missouri Occidentale, ma anche a Sudovest, ai confini con il Kansas.
Il tutto, combinato con la perdita di un leader estremamente importante per la causa unionista nel Teatro Trans-Mississippi qual era Lyon, assieme alla sconfitta patita nel primo autentico scontro campale del conflitto nel Teatro Orientale - la prima battaglia di Bull Run del 20-21 luglio - rese i secessionisti missouriani esageratamente esultanti.
Storie di nuove grandi vittorie a portata di mano e completamente inventate inerenti del tutto improbabili successi a catena da parte dei confederati si diffusero con facilità passando di bocca in bocca, molto spesso riportate dagli uomini a cavallo tra una fattoria e l'altra della comunità sudista. Il cronista di Saint Louis del Daily Missouri Republican - ironicamente ribattezzato "Unionist-Democrat" - riferì di alcune delle voci circolanti tra i secessionisti appena una settimana dopo la resa di Lexington:

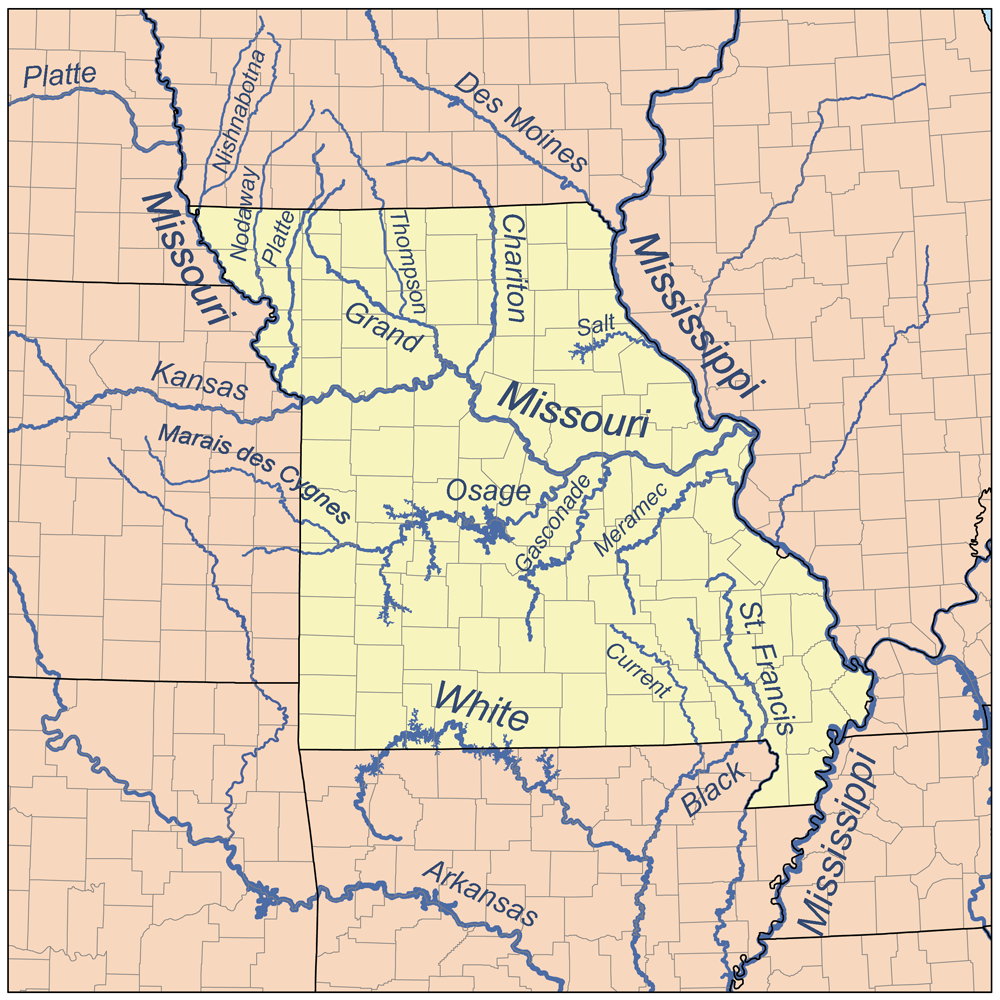
Il corso del fiume Missouri attraverso lo Stato federato del Missouri confinante a est con il fiume Mississippi

1. "In un incontro politico al quale ho partecipato, si dice che nessuno ha idea di quanto la causa della secessione sia stata rafforzata da quando la marcia di Price è andata a infrangere le barriere di Lexington, e in particolare dopo la resa finale dell'intera città. I ribelli sono giubilanti e giurano che ricacceranno i federali oltre il fiume Missouri fino all'alto corso del fiume Mississippi nel giro di due mesi";
2. "Un gruppo di ribelli ha recentemente dichiarato che Abraham Lincoln era stato sottoposto a impiccagione da parte dell'"eroe" della battaglia di Fort Sumter, Pierre Gustave Toutant de Beauregard e che per le settimane seguenti il Congresso nazionale si era tenuto a Filadelfia";
3. "Nel Missouri occidentale sono diffuse notizie secondo cui la Confederazione del Sud è stata riconosciuta sia dall'Impero britannico sia dal Secondo Impero francese e che prima che sia trascorso il mese di ottobre il blocco dell'Unione sarà infranto dalle flotte da guerra congiunte di entrambe le nazioni europee".
4. "I ribelli profetizzano che prima che siano passati dieci anni la Confederazione sarà la nazione più grande, più potente e più prospera del mondo intero, e che gli Stati Uniti decadranno e saranno costretti a cercare la protezione dell'Inghilterra per evitare che vengano schiacciati mortalmente dal Sud".

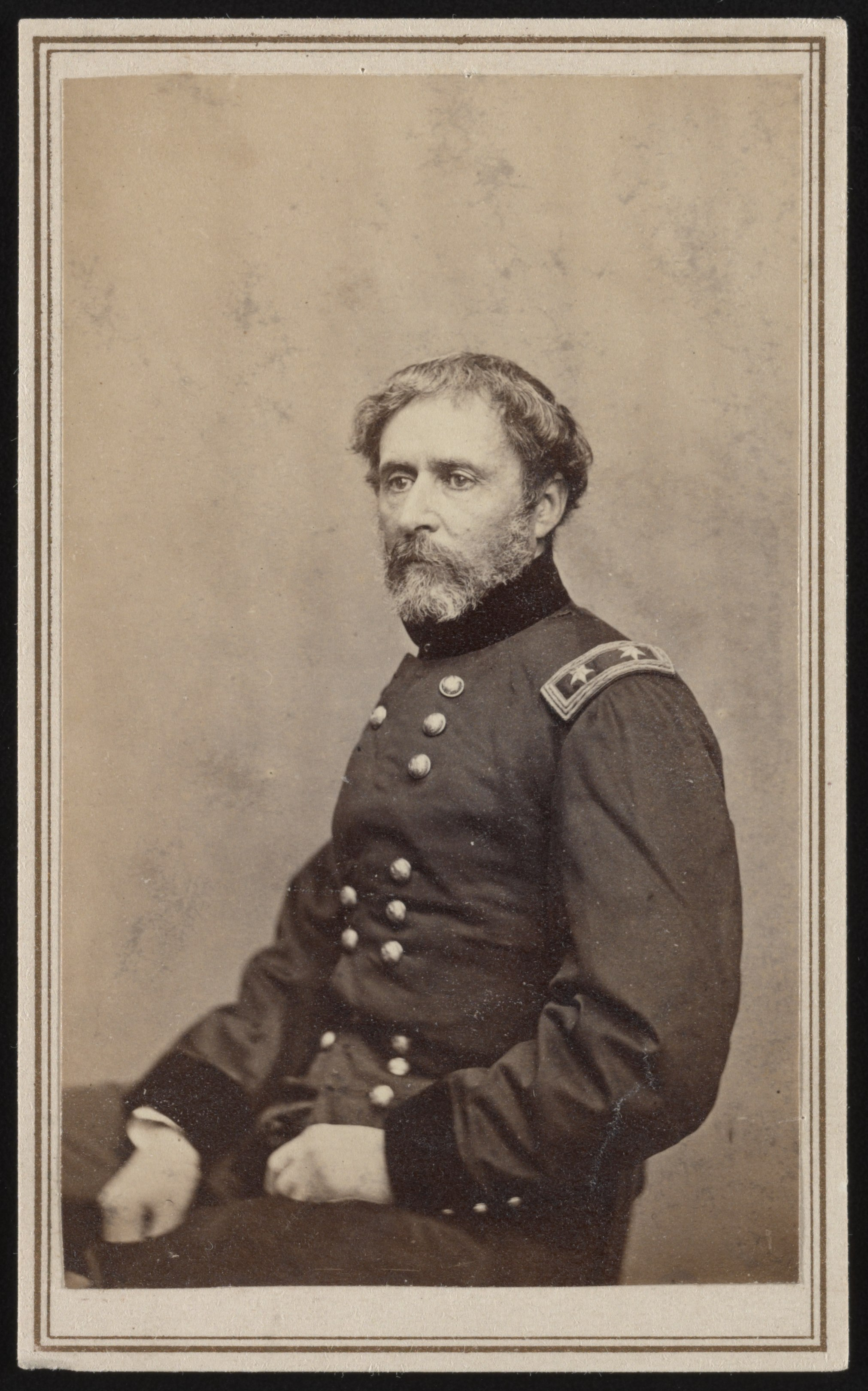
Il maggior generale John Charles Frémont in alta uniforme

L'ascendente dei ribelli nel Missouri fu tuttavia nella realtà dei crudi fatti molto più prosaicamente di assai breve durata, almeno a partire da quando il generale unionista John Charles Frémont - inviato all'uopo per adottare le contromisure più adatte nella difficoltosa situazione venutasi a creare - organizzò con estrema rapidità una campagna generale per la riconquista delle più ampie regioni statali cadute in mano nemica.
Il 26 settembre l'ex pioniere ai tempi della corsa all'oro californiana e uomo politico prestato alle armi per la difesa dell'Unità nazionale si trasferì subitaneamente a ovest di Saint Louis, forte di un esercito composto da 38.000 effettivi.

Localizzazione di Sedalia, nella Contea di Pettis

Continuò ad avanzare fino a giungere alle porte di Sedalia - posta appena a Sudest di Lexinton - minacciando così seriamente d'intrappolare e schiacciare i ribelli contro il fiume Missouri.
Il 29 settembre Price si ritrovò pertanto costretto ad abbandonare in fretta e furia la città in quanto i propri uomini rischiavano di rimanere definitivamente bloccati e accerchiati dalle forze avversarie preponderanti; si trasferì quindi nel Sudovest: "... i loro comandanti non vogliono correre alcun rischio, la loro politica è di compiere attacchi solo dove si sentono totalmente sicuri - attraverso la superiorità numerica - della vittoria".
Price e tutti i suoi generali si attennero fedelmente a questa strategia militare segnata da un'estrema prudenza, del tutto simile ai ripetuti ripiegamenti di tre anni dopo per opera di Joseph Eggleston Johnston davanti a William Tecumseh Sherman nel corso della Campagna di Atlanta; la "State Guard" missouriana di Price arretrò in massa di centinaia di miglia di fronte all'armata che le si era contrapposta, dotata di uomini freschi e mezzi appena usciti dalle officine del Nord. Così "senza che fosse stato più esploso un singolo colpo d'arma da fuoco, l'impeto filo-sudista mutò velocemente direzione".
Presto si ritirarono completamente dall'intero territorio statale dirigendosi verso l'Arkansas e in seguito ancora oltre, fino a entrare nel Mississippi; piccoli residui isolati rimasero sul campo e combatterono battaglie minori e senza alcun apporto di aiuti esterni durante tutto il corso della guerra; mentre Price passò sottò il comando e il controllo diretto del Confederate States Army.
Nel marzo del 1862 le esili speranze concernenti una rinnovata offensiva sudista nel Missouri vennero frustrate dalla decisiva vittoria unionista conseguita nella battaglia di Pea Ridge, poco più a Nord del confine meridionale con l'Arkansas.
La "Missouri State Guard" rimase in gran parte intatta come unità a sé stante durante il resto del tempo di guerra, ma subì pesanti perdite sia nella battaglia di Iuka sia nella seconda battaglia di Corinth nel quadro del Teatro Orientale.

### Emancipazione di Frémont
Frémont, legato a gruppi radicali abolizionisti, aveva di testa sua emesso una disposizione che poneva il sequestro giudiziario sulla proprietà privata dei missouriani ribelli e dichiarava liberi i loro schiavi. Questo aveva gettato nella costernazione Abraham Lincoln; inoltre, proprio in quello stesso lasso di tempo, stava per decidersi se uno dei più grossi Stati schiavisti (il Kentucky) si sarebbe schierato o meno con l'Unione; infine il proclama avrebbe irritato gli unionisti di altre zone in cui vigeva lo schiavismo (Tennessee e Virginia Occidentale). Abraham Lincoln era pertanto intervenuto annullando il decreto.
Frémont si ritrovò a dover sostituire Lyon, alla morte di questi, in qualità di comandante del "Dipartimento dell'Ovest". Subito dopo la battaglia di Wilson's Creek impose quindi la legge marziale in tutto lo Stato e fece emanare un'ordinanza la quale avrebbe dovuto liberare immediatamente tutti gli schiavi presenti all'interno dei suoi confini territoriali i cui padroni fossero implicati nella rivolta filo-secessionista.
Quest'azione non rappresentò un tentativo di emancipazione generale nello Stato in quanto non la si volle estendere agli schiavi posseduti dai cittadini che erano rimasti fedeli alla causa dell'Unione; superò tuttavia gli stessi risultati conseguiti a seguito dell'"Atto di confisca" (Confiscation Act of 1861) dell'anno precedente, il quale permise al Governo federale dell'Amministrazione Lincoln di rivendicare la proprietà dello schiavo solamente se esso avesse dimostrato di 
(.)
Lincoln, temendo che l'"emancipazione radicale" (generale, immediata e priva di alcuna compensazione) avrebbe fatto infuriare tutti quelli che ancora si mantenevano neutrali, pur essendo proprietari di schiavi, e pertanto contribuito a minare la possibilità di assumere un solido e pieno controllo del Missouri da parte delle forze unioniste, acconsentì alla richiesta espressa dal nuovo Governatore Gamble concedendo di rescindere l'Atto emancipativo promosso dal generale e al contempo di allentare la morsa della legge marziale.

### Navi corazzate e campagne fluviali
Le prime 3 cannoniere della flotta unionista destinate alla guerra fluviale furono la USS Tyler la USS Lexinton e la USS Conestoga.
Mentre varie formazioni combatterono per lo più in una maniera del tutto inconcludente nelle regioni a Sudovest un vasto sforzo cooperativo tra l'Esercito dell'Unione, l'Marina dell'Unione e gli ingegneri civili condusse alla rapida creazione e messa in opera sul campo di una flottiglia fluviale in assetto da guerra. 

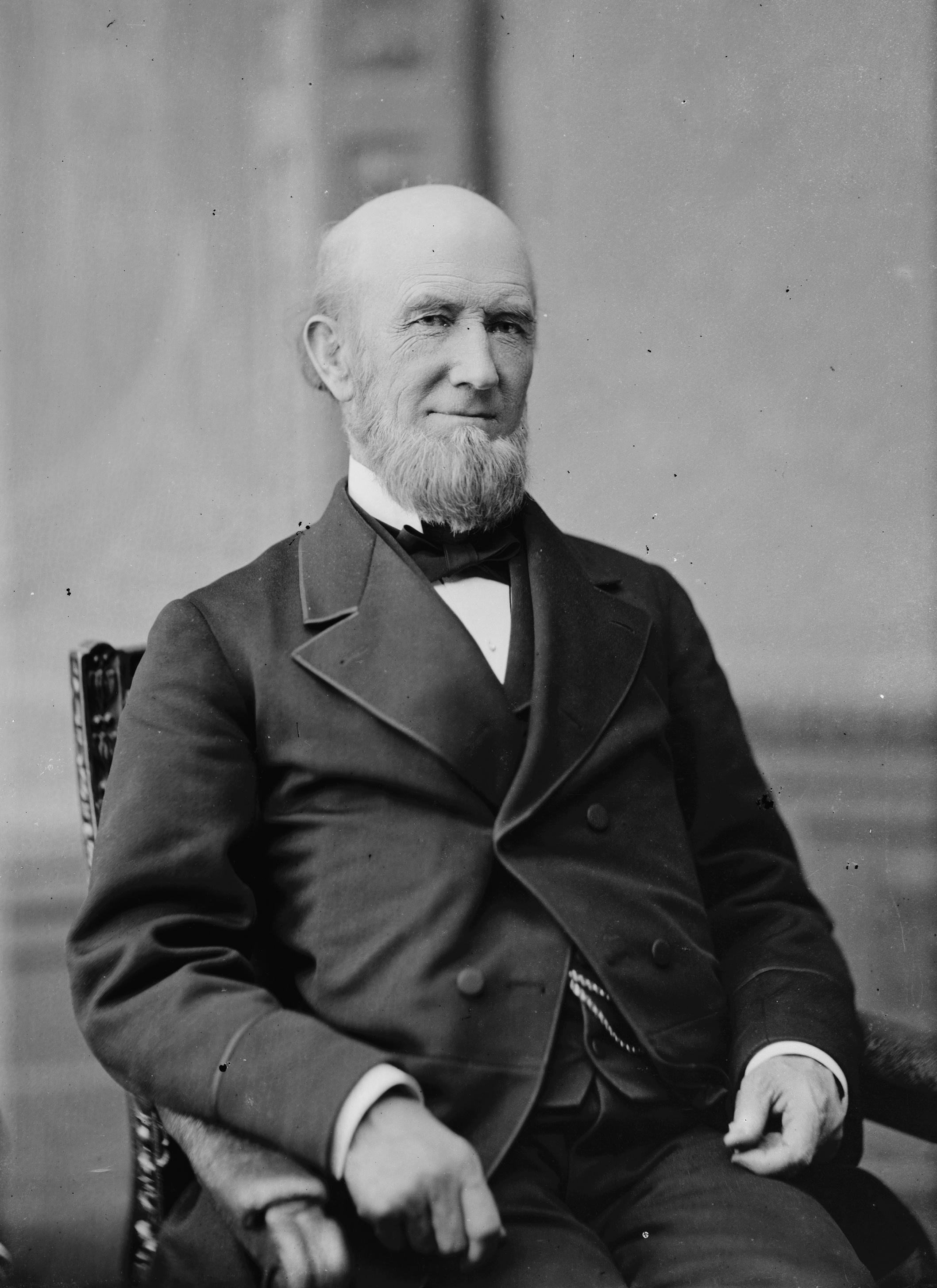
Il capitano James Buchanan Eads in una foto di Mathew B. Brady e Levin Corbin Handy

James Buchanan Eads di Saint Louis, esperto in compiti di salvataggio delle truppe via fiume e presto assoldato a far parte dei quadri operativi del genio militare, riuscì a vincere un concorso per fargli ottenere un appalto volto alla costruzione di una potente flotta di corazzate in ferro battuto da utilizzarsi prevalentemente sulle larghe vie d'acqua lungo il corso dei fiumi dell'Ovest.

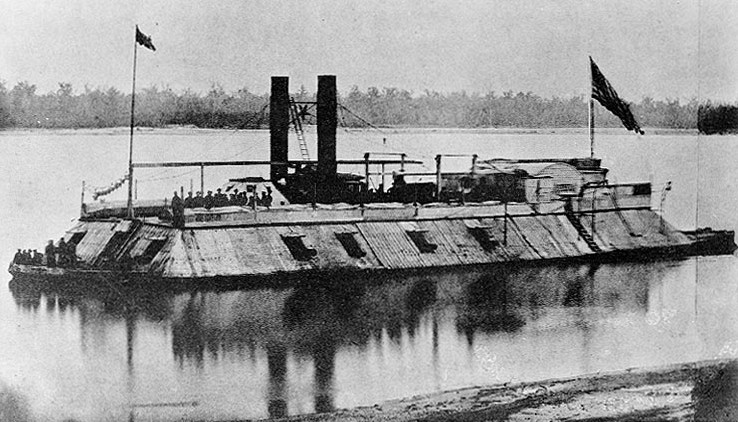
La USS Carondelet fatta costruire dall'ingegnere James Buchanan Eads nelle sue officine del Missouri appositamente per servire nelle operazioni di guerra anfibia dell'Esercito dell'Unione

Un rapporto - ancora nello stato dei fatti largamente insolito - di cooperazione tra i diversi funzionari dell'esercito, che avrebbero avuto il possesso delle imbarcazioni e gli ufficiali della marina, che le avrebbero comandate e quindi dirette, contribuirono ad accelerare il lavoro e a porlo positivamente in essere.
Attingendo sia dalla propria reputazione d'imprenditore sia dal suo credito personale (finì col rimetterci del suo), nonché da quello degli unionisti delle contee confinanti, Eads giunse a usare anche un largo numero di subappaltatori in tutti gli Stati Uniti d'America medio-occidentali e fino a Est di Pittsburgh, per produrre e rendere efficienti questa rinnovata tipologia di nave da battaglia in poco più di 3 mesi.
Fatte costruire inizialmente nel sobborgo di Carondelet (all'estrema propaggine sudest di Saint Louis), oltre che in un cantiere satellite aperto appositamente a Cairo nell'Illinois, le prime 7 corazzate di Classe City USS Essex e la massiccia nave corazzata USS Benton furono le prime imbarcazioni da guerra corazzate statunitensi della storia, oltre che le prime a vedersi impegnate in azioni di combattimento in campo aperto a supporto della strategia militare delle unità militari terrestri.

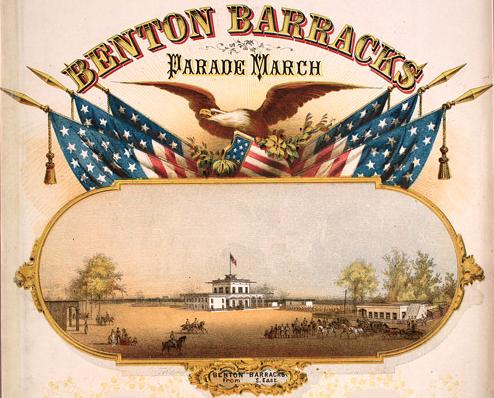
Manifesto delle "Benton Barracks" nel marzo del 1862

La caserma e base militare Benton ("Benton Barracks") divenne così il deposito di raccolta per le truppe del Teatro Occidentale e nel febbraio del 1862 il comandante del Dipartimento del Missouri Henry Halleck approvò i piani d'invasione congiunta del Tennessee Occidentale lungo il fiume Tennessee e il fiume Cumberland, proprio appoggiandosi a tali rinforzi via acqua.

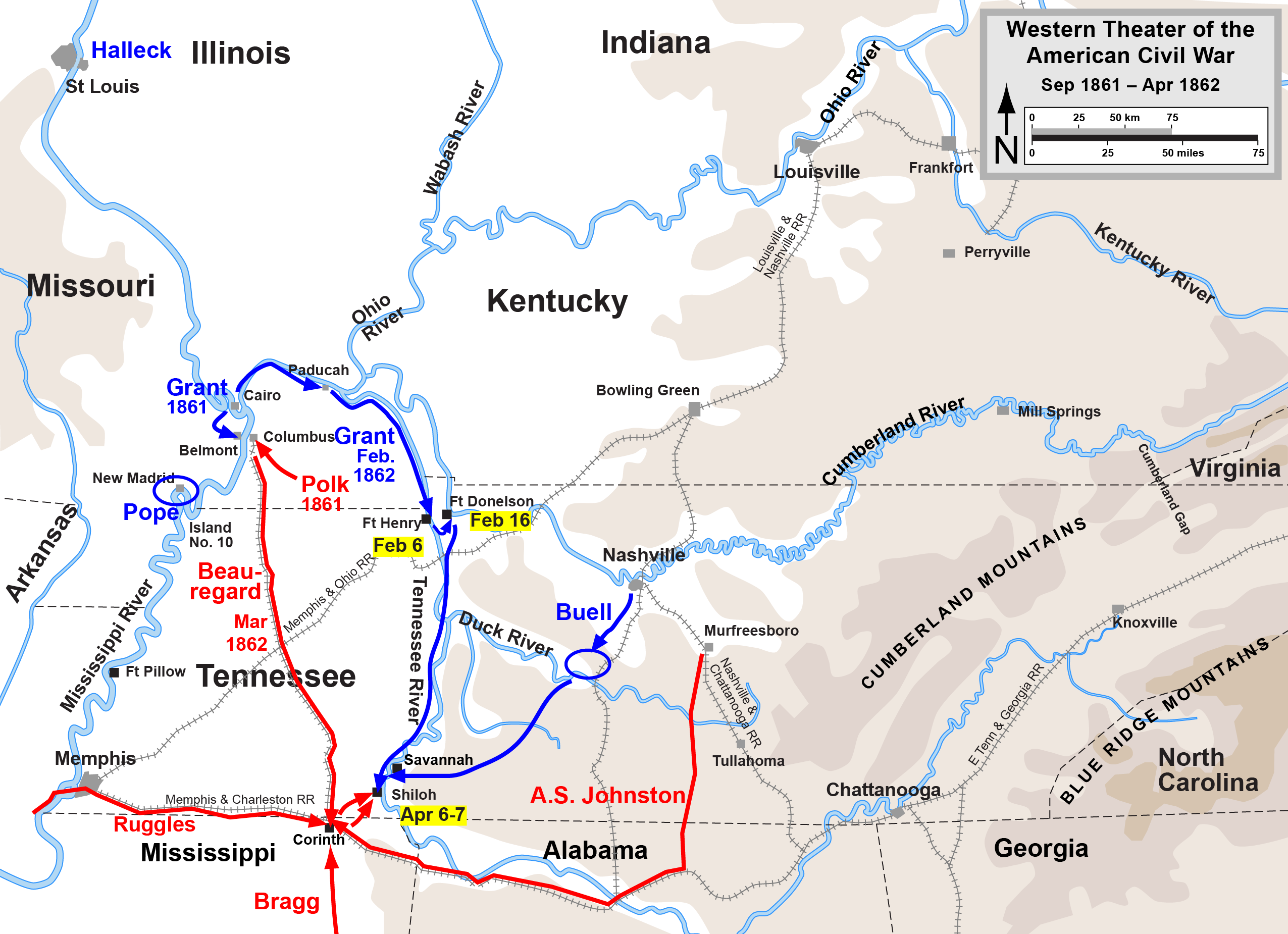
Movimenti dalla Battaglia di Belmont (1861) alla battaglia di Shiloh, condotte con successo da Ulysses S. Grant con l'apporto della flottiglia fluviale, nel quadro del Teatro Occidentale

Le truppe di fanteria volontaria sotto la direzione del brigadier generale Ulysses S. Grant, assieme alla flottiglia dell'Ovest guidata dall'"agente di bandiera" Andrew Hull Foote, riuscirono a ottenere dei completi successi nella battaglia di Fort Henry prima e in quella di Fort Donelson poi, scardinando in tal modo l'intero perimetro difensivo confederato situato a Occidente.
A seguito della di poco successiva battaglia di Shiloh l'esercito federale si spinse fino alla regione più settentrionale dello Stato del Mississippi, mentre la flotta di cannoniere si trasferì lungo il fiume Mississippi con la collaborazione attiva delle forze di terra, arrivando a conquistare sistematicamente ogni posizione sudista posta a Nord di Vicksburb e dando un contributo fondamentale alla Campagna di Vicksburg.
La strategia fluviale adottata produsse risultati quanto mai positivi, costringendo sulla difensiva gli avversari anche nel Teatro Trans-Mississippi per tutto il resto della durata del conflitto e in effetti pose fine del tutto ai significativi sforzi confederati atti a riconquistare il Missouri.

La sconfitta dell'Armata nemica sotto il comando di Earl Van Dorn, Benjamin McCulloch e il solito Price nel Nordovest dell'Arkansas con la battaglia di Pea Ridge ebbe come sua diretta conseguenza di scoraggiare ulteriormente la leadership confederata circa la saggezza del proposito - o anche solo la sua possibilità teorica - di poter più riuscire a occupare stabilmente il Missouri.
Tutte le successive azioni militari messe in atto dai secessionisti nello Stato si sarebbero quindi limitate a qualche grande raid (il raid di Shelby nel 1863 e il raid di Price l'anno seguente) e a un parziale appoggio alle attività della guerriglia comandata dai banditi e razziatori William T. Anderson e William Clarke Quantrill.

### Commissione sanitaria dell'Ovest
Durante il corso della guerra civile migliaia di profughi e rifugiati afroamericani si riversarono a Saint Louis, ove le organizzazioni di aiuto "Freedmen's Relief Society", la "Ladies Union Aid Society", la "Western Sanitary Commission" e l'"American Missionary Association" sponsorizzata dal Congregazionalismo istituirono presto delle scuole per i loro figli.

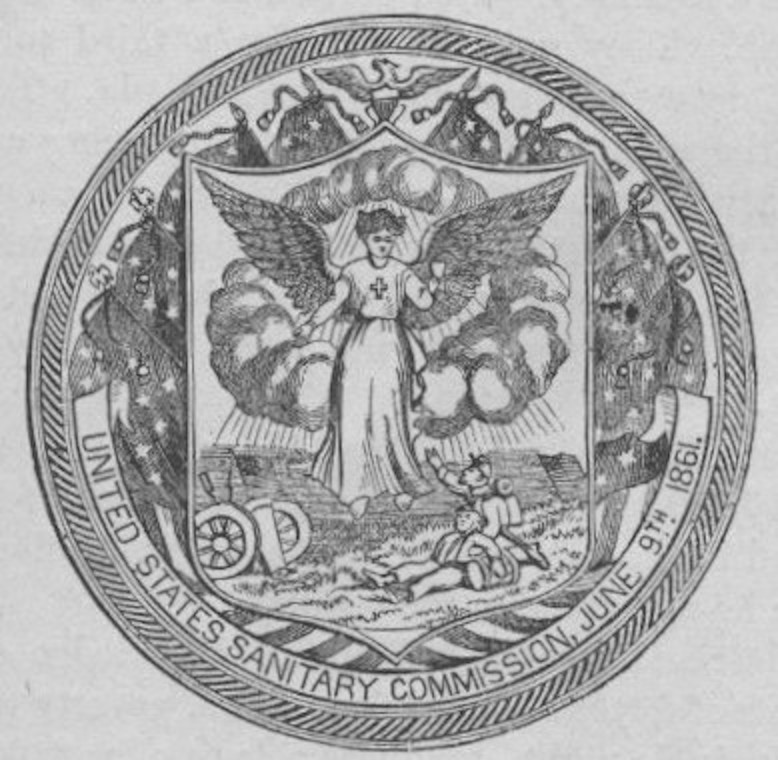
Lo stemma ufficiale della "United States Sanitary Commission"

La "Western Sanitary Commission" fu un'organizzazione non governativa privata con sede a Saint Louis e una concorrente diretta della più vasta "United States Sanitary Commission"; operò per tutti gli anni del conflitto per portare aiuto all'esercito occupandosi della cura e dell'assistenza dei soldati malati e/o rimasti più o meno gravemente feriti.
Venne guidata nella stragrande maggioranza da attivisti dell'abolizionismo e, soprattutto a partire dal termine dello scontro bellico, si concentrò maggiormente sulle necessità dei liberti

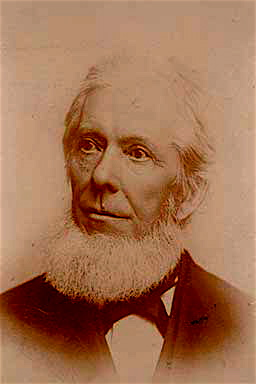
William Greenleaf Eliot, ministro dell'Unitarianismo e fondatore della "Western Sanitary Commission"

Fu fondata nell'agosto del 1861 e posta sotto la guida del reverendo William Greenleaf Eliot, per prendersi cura dei soldati feriti o invalidi dopo le prime grandi battaglie.
Fu sostenuta per lo più dalla raccolta privata di fondi nella città e dintorni, così come da donatori della California e della Nuova Inghilterra; selezionò anche le prime donne da adibire all'assistenza infermieristica, mantenne a livelli considerati accettabili le forniture mediche, istituì sia diversi ospedali cittadini sia da campo e infine attrezzò varie navi ospedaliere.
Fornì anche vestiario e luoghi di soggiorno per liberti e rifugiati, creando delle precoci istituzioni di scuola primaria per i bambini afroamericani; continuò a finanziare altri svariati progetti di filantropia fino al 1886.

## Guerriglia: 1862-1864
La succitata battaglia di Wilson's Creek fu l'ultimo grande scontro verificatosi nel Missouri fino a quando Price non ritornò nel 1864 in un ultimo disperato tentativo di riconquista dello Stato oramai definitivamente posto sotto il saldo controllo unionista.

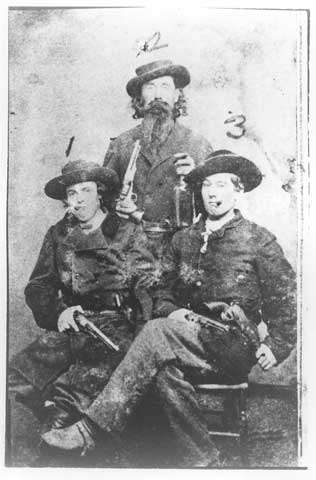
Tre banditi bushwhackers nel 1864 circa

Nel frattempo il paese dovette subire una situazione di guerriglia diffusa, in cui le forze poliziesche dei partigiani filo-sudisti (denominati bushwhackers) combatterono contro le truppe di irregolari filo-unionisti con le loro basi principali nel Kansas, gli Jayhawker (conosciuti anche come "Redlegs" o "Redleggers", dalle ghette rosse che indossavano quand'erano già attivi nel Bleeding Kansas) e gli alleati dell'Esercito dell'Unione.
I raid compiuti dagli Jayhawker contro i cosiddetti simpatizzanti confederati, per lo più civili, fecero in modo di alienarsi molti abitanti, rendendo ancor più difficoltoso il mantenimento di una situazione di pacificazione per il governo provvisorio unionista.
Come Halleck scrisse a Frémont già nel settembre del 1861 il capobanda Jim Hale dovette essere subitaneamente rimosso con la forza dal confine col Kansas in quanto "un altro paio di tali incursioni" avrebbero finito col rendere il Missouri "unanime contro di noi proprio come lo è la Virginia Orientale".

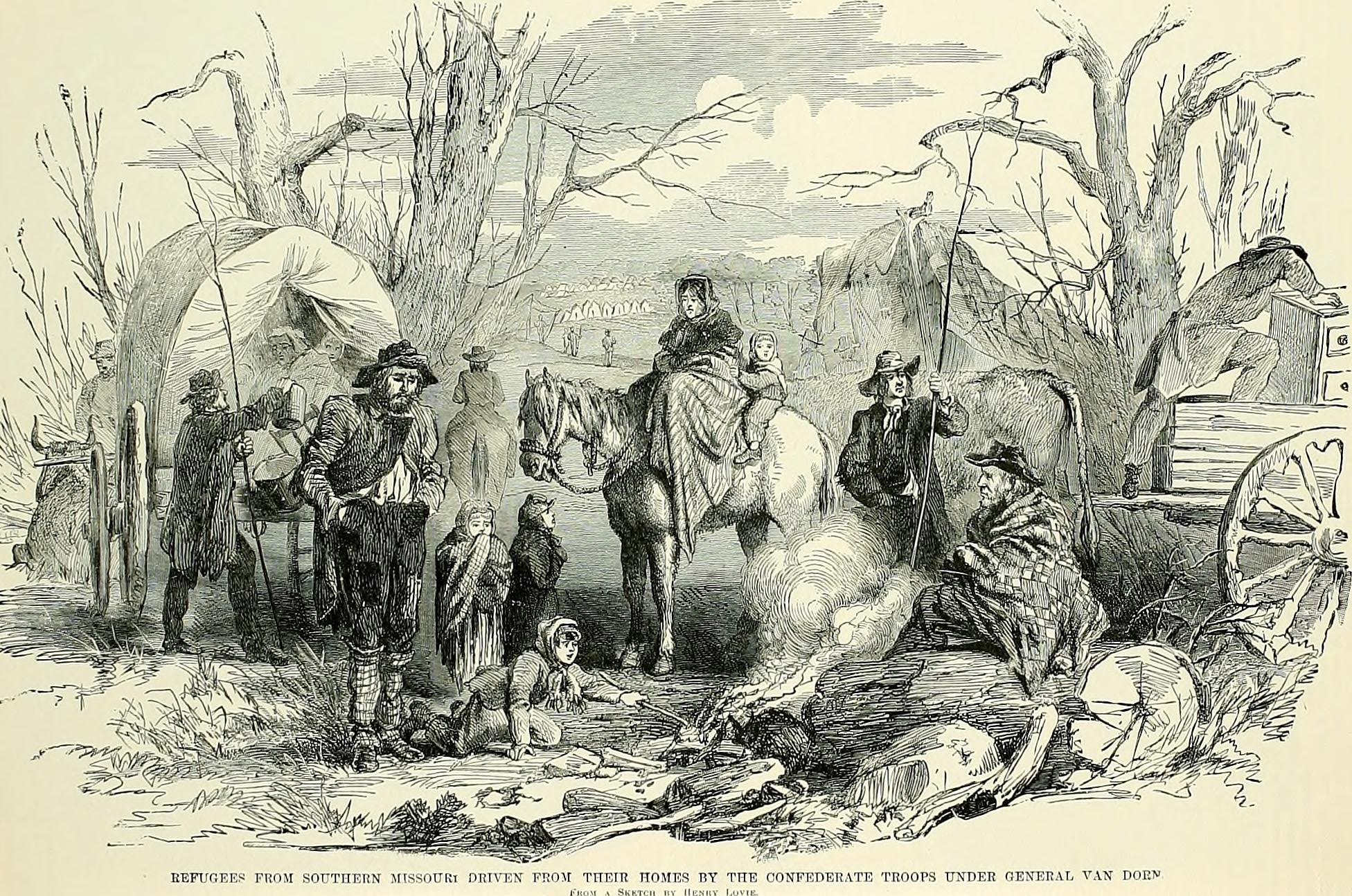
Rifugiati unionisti in un'illustrazione dell'epoca

Mentre i vari atti di violenza gratuita si alienavano le comunità contadine di periferia, le quali altrimenti avrebbero potuto rappresentare dei leali sostenitori unionisti, delle nuove bande costituite da filo-sudisti cominciarono a sostenere le azioni di sabotaggio e di banditismo generalizzato; questo soprattutto nelle contee poste più a settentrione.
Il maggior generale John Pope - il quale supervisionò il Nord del Missouri - arrivò a incolpare i cittadini locali di non aver fatto abbastanza per contrapporsi ai guerriglieri, dando l'ordine di assemblare corpi di milizia atti a contrastarli attivamente: "il rifiuto di eseguire la disposizione poterebbe una forza occupante di soldati federali nelle loro contee".
L'approccio decisamente pesante adottato da Pope, Ewing e Frémont finì con l'alienarsi anche quei civili che stavano soffrendo per mano dei fuorilegge bushwhacker.
Sebbene la guerriglia filo-confederata si sia espressa in gran parte dello Stato, gli incidenti maggiormente gravi si verificarono nel Nord e furono caratterizzati da imboscate poste in essere da individui o da interi clan familiari nelle aree rurali. Queste azioni si rivelarono particolarmente "terroristiche" in quanto per loro stessa natura i vigilantes clandestini rimasero totalmente al di fuori del comando e del controllo di entrambe le parti; speso finirono oltretutto col ridursi a semplici quanto illegali faide private tra vicini.

Localizzazione di Centralia (Missouri) nella Contea di Audrain, sede del massacro di Centralia per opera dei bushwhackers capeggiati dal criminale sudista William T. Anderson

I civili di tutte le fazioni in causa dovettero affrontare saccheggi, devastazioni, violenze private, atti predatori e di vario vandalismo. Il Paese rimase lacerato; gli episodi più gravi furono il saccheggio di Osceola (settembre 1861), l'incendio di Platt City (dicembre 1861) e il massacro di Centralia (settembre 1864).
Tra i più notori e famigerati autori che si macchiarono di delitti, sia atti criminali comuni sia di guerra: William Clarke Quantrill, William T. Anderson (Bloody Bill), Silas M. Gordon e il giovanissimo Jesse James. 

### Ordine generale numero 11: 1863

Localizzazione di Lawrence (Kansas), ove avvenne il massacro di Lawrence per opera della banda criminale capeggiata dal sudista William Clarke Quantrill

Nel 1863, come rappresaglia a seguito del massacro di Lawrence per opera di Quantrill avvenuto nel vicino Kansas e che diede il risultato finale di 164 civili assassinati a sangue freddo, il generale unionista Thomas Ewing accusò gli agricoltori del Missouri di aver istigato la strage o quantomeno di continuare a sostenere la guerriglia dei ribelli.

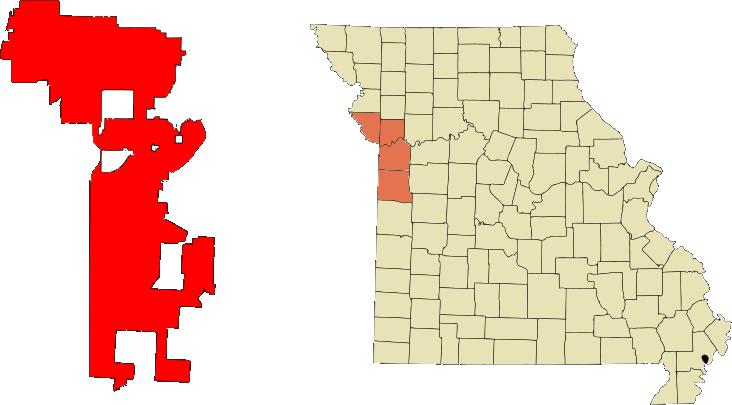
Localizzazione della contea di Jackson, della Contea di Clay, della Contea di Platte e della contea di Cass al confine occidentale con il Kansas

Emanò pertanto l'"Ordine generale numero 11" con il quale costrinse tutti i residenti delle aree rurali di 4 province (contea di Jackson, contea di Cass, contea di Bates e contea di Vernon) a sud del fiume Missouri lungo il confine con il Kansas, al trasferimento forzoso, facendoli evacuare abbandonando le loro proprietà le quali vennero subito dopo date alle fiamme.
L'ordine fu fatto applicare ai contadini indipendentemente dalla loro lealtà, anche se coloro che poterono dimostrare nei fatti di essere rimasti fedeli all'Unione, poterono almeno rimanere nelle cittadine designate dal provvedimento e quindi reinsediarvisi, mentre tutti di altri vennero rimossi e sottoposti a deportazione.
Tra coloro che furono costretti a lasciare il paese vi furono anche il fondatore di Kansas City, John Calvin McCoy, e il suo primo sindaco William S. Gregory.

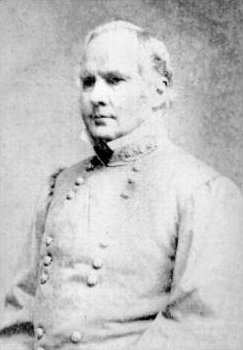
Foto del maggior generale confederato Sterling Price, ex Governatore del Missouri

## Ultime azioni militari: 1864-1865

### Raiddi Price
Con l'avviarsi del 1864 risultò essere oramai abbastanza chiaro che i confederati avrebbero finito col perdere la guerra. Nonostante ciò Sterling Price decise di lanciare un'ultima, disperata iniziativa, ricostituendo la sua "Missouri Guard"; non fu tuttavia in grado di ripetere le vittoriose campagne di 3 anni prima.
Colpendo in larga parte, a partire dalla regione a Sudest dello Stato, Price mosse verso Nord e, dopo aver cercato di espugnare la fortezza unionista nella Battaglia di Fort Davidson - fallendo però miseramente - e di conquistare la stessa St. Louis (la trovò troppo pesantemente fortificata), si diresse a Ovest seguendo in parallelo il corso del Missouri.
Questo lo condusse verso il paese relativamente amichevole di Boonslick nella Contea di Howard, che aveva già a suo tempo fornito una cospicua percentuale di volontari statali unitisi ai secessionisti; ma per ironia della sorte sebbene il comandante sudista non avesse mancato di emettere dei chiari ordini contro qualsiasi tentativo di saccheggio, molti dei civili filo-confederati presenti in questa zona (che sarebbe stata conosciuta come "Little Dixie" dopo il conflitto) ebbero a soffrire di ruberie generalizzate per opera degli uomini di Price.

Localizzazione di Glasgow (Missouri), sito della battaglia di Glasgow

I federali cercarono di ritardarne l'avanzata attraverso una serie di schermaglie, sia minori sia sostanziali, come accadde nella battaglia di Glasgow e nella seconda battaglia di Lexington; i razziatori ebbero la possibilità di giungere fino alla parte occidentale estrema dello Stato, prendendo quindi parte a vari aspri scontri con la battaglia di Little Blue River, la seconda battaglia di Independence e la battaglia di Byram's Ford.
La sua campagna culminò nella battaglia di Westport, in cui combatterono oltre 30.000 soldati e dove venne definitivamente sconfitto. I sopravvissuti furono quindi costretti a ritirarsi attraverso il Kansas e il Territorio indiano fino all'Arkansas, dove Price se ne rimase completamente impotente per il resto della guerra.
Dopo il ritorno di Price a Sud, la questione dei saccheggi e degli omicidi perpetrati nel corso dello "scouting indipendente" sarebbe diventata un grave imbarazzo durante l'inchiesta approntata dalla corte marziale sul raid, gli ufficiali del comandante confederato incolparono di queste pessime azioni gli uomini che componevano la forza di Price sulla base della bassa qualità militare di alcuni di loro.

## Conseguenze

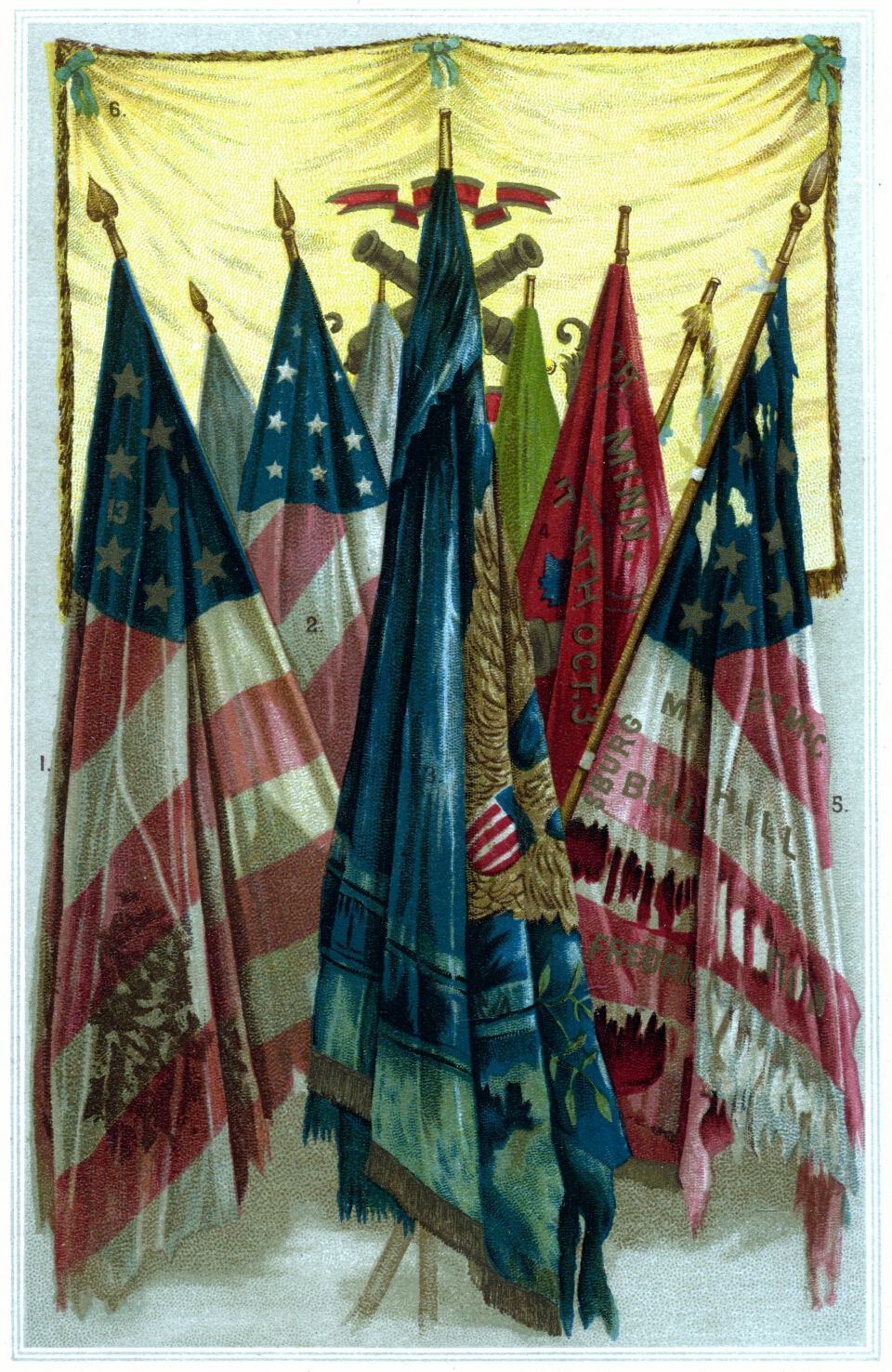
Bandiere da battaglia unioniste

Dal momento che il Missouri era rimasto ufficialmente nell'Unione non ebbe ulteriormente a soffrire nel dopoguerra né dell'occupazione militare né di altri aspetti della Ricostruzione.
Il Governo statale venne controllato dagli esponenti del Partito Repubblicano, i quali provarono immediatamente a eseguire una forma di "Ricostruzione interna", proibendo agli ex secessionisti rimasti in una qual certa misura politicamente potenti, d'essere reintrodotti nel processo civile-politico, dando altresì ampi spazi di potere alla popolazione afroamericana appena emancipata grazie all'approvazione e ratifica del XIII emendamento.
Ciò portò per contro a una maggiore insoddisfazione tra molti gruppi politicamente importanti e fornì quindi l'opportunità agli elementi più reazionari d'insediarsi stabilmente nel sistema.
Il Partito Democratico tornò ad occupare la posizione di potere predominante a partire dal 1873, attraverso un'alleanza stipulata con gli ex confederati, nel frattempo rientrati nello Stato; quasi tutti avevano fatto parte nel periodo immediatamente ante-bellico alla corrente politica intransigente anti-Benton (dal nome dell'attivista abolizionista Jessie Ann Benton Frémont, figlia di Thomas Hart Benton nonché moglie di John Charles Frémont) e pro-schiavismo. Così riunificatisi i Democratici sfruttarono ampiamente i temi del pregiudizio, della discriminazione e della segregazione razziale.
La propria versione del mito della causa persa confederata, ritraente i missouriani come delle povere vittime inermi della tirannia e degli oltraggi federali, raffigurò rapidamente gli unionisti in generale e tutti i Repubblicani in particolare come dei traditori dell'autonomia dello Stato, quando non dei veri e propri criminali. Questa assimilazione della narrativa cosiddetta storica ebbe un notevole successo, garantendo di fatto il pieno predominio Democratico del Missouri fino agli anni 1950 inoltrati.
La rinascita della fusione tra Democratici ed ex secessionisti sconfisse anche gli sforzi intrapresi per rafforzare la popolazione afroamericana nei loro diritti civili, introducendo la versione statale delle Leggi Jim Crow; tutto questo fu motivato sia da un quanto mai diffuso razzismo, che da preoccupazioni latenti comuni secondo cui gli ex schiavi avrebbero sempre potuto essere tra i più affidabili elettori Repubblicani.
Il disaffrancamento degli afroamericani portò a un'interdizione legale, la quale venne di fatto a proibire il diritto di voto alla stragrande maggioranza dei cittadini non-bianchi. Una larga parte della stampa degli anni 1870 fu veemente nella sua opposizione alle politiche nazionali intraprese dai Radical Republicans ai tempi della presidenza di Ulysses S. Grant per ragioni primariamente politiche ma anche con un radicato sfondo economico-razziale: i "negri" rubavano il lavoro ed erano un costante pericolo per l'incolumità della "purezza morale" delle giovani donne bianche.

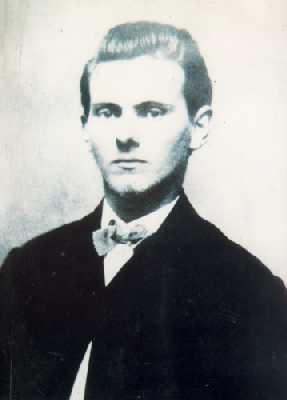
Il bandito missouriano Jesse James

A ciò si affiancò anche la pratica di "giustizia sommaria" costituita dal linciaggio. I gangster della famigerata banda James-Younger (Frank James, Cole Younger, Jim Younger, John Younger, Bob Younger, Clell Miller Dick Liddil, Charles Ford e Wood Hite) capitalizzò ampiamente i sentimenti di supremazia del cosiddetto "potere bianco": il "criminale gentiluomo" Jesse James divenne un eroe popolare (fino a quando non fu giustiziato a sua volta da un "collega", Robert Ford).

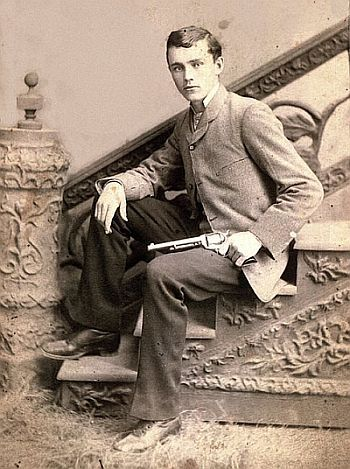
Robert Ford, membro della banda James-Younger e assassino di Jesse James

Mentre rapinava banche e treni nel nome dei "bianchi poveri" riuscì a ottenere dai giornali dello Stato una stampa simpatizzante, in particolare dal Kansas City Times (avviato nel 1867) sotto il suo fondatore John Newman Edwards (un ex maggiore sudista).
James, che aveva combattuto adolescente accanto all'assassino "Bloody Bill" (alias William T. Anderson, ucciso a suo tempo in uno scontro a fuoco) nel corso del massacro di Centralia (un'esecuzione di massa di 24 civili) cercò di giustificare il suo omicidio di un residente di Gallantin durante una delle tante rapine in banca compiute, dichiarando che lo aveva scambiato per Samuel P. Cox, l'uomo d'affari unionista che aveva dato una caccia spietata ad Anderson.
Le diverse "attività di vigilanza" - del tutto illegali - messe in atto dai "Bald Knobbers" nel Sudovest del Missouri nel corso degli anni 1880 sono state inoltre interpretate da alcuni storici come una continuazione della guerriglia legata alla guerra civile.
L'orientamento politico della "resistenza armata" del dopoguerra si rivelò ragguardevolmente diverso nella robusta parte centro-meridionale dello Stato; in questo caso infatti i "Bald Knobbers", a livello pro-Unione, erano (presumibilmente) resistenti alla risorgenza politica degli "anti-Bald Knobbers" precedentemente pro-secessionisti. Questa violenza potrebbe aver avuto assai più a che fare con le lotte per assumere il potere locale da parte di gruppi e alleanze familiari, che con la stessa politica della guerra.
Il Missouri, a partire dalle elezioni presidenziali del 1872 e fino alle elezioni presidenziali del 1904, votò sempre per i Democratici.